# Lilian Thuram
Pour les articles homonymes, voir Thuram.
Lilian Thuram, né le 1er janvier 1972 à Pointe-à-Pitre (Guadeloupe), est footballeur international français, ayant évolué comme défenseur.
En tant que footballeur, il débute en région parisienne avant de terminer sa formation à l'AS Monaco. Il y débute en Championnat de France en 1991. Thuram s'impose au fil des saisons en défense de l'équipe toujours bien classé en Division 1 et qui joue presque chaque saison une Coupe d'Europe. En 1996, il rejoint le meilleur championnat d'alors, la Serie A italienne. Au Parme AC, Thuram est replacé défenseur central et en forme un binôme reconnu pour son efficacité avec Fabio Cannavaro. Lors de l'année 1999, Parme remporte le triplé Coupe de l'UEFA-Coupe d'Italie-Supercoupe italienne. En 2001, le Français rejoint la Juventus FC avec laquelle il gagne plusieurs fois la Serie A et est finaliste de la Ligue des champions 2003. Il quitte le club en 2006 au moment du Calciopoli. Après deux saisons au FC Barcelone, et alors qu'il s'apprête à signer au Paris Saint-Germain, il annonce en conférence de presse devoir mettre un terme à sa carrière à la suite de la détection d'un problème cardiaque.
Lilian Thuram dispute sa première rencontre avec l'équipe de France de football en 1994. Après avoir fini demi-finaliste de l'Euro 1996, il remporte la Coupe du monde 1998. Lors de la demi-finale face à la Croatie, il inscrit ses deux seuls buts avec les Bleus, qui donnent la victoire à son équipe. Défenseur latéral puis central, il gagne ensuite le Championnat d'Europe 2000 et la Coupe des Confédérations 2003 avec la sélection, puis dispute la finale de la Coupe du monde 2006. Avec 142 sélections, il est le joueur le plus capé de l'histoire de l'équipe de France de 2006 à 2022 (record battu par Hugo Lloris).
Également auteur et philanthrope, il est engagé politiquement et prend publiquement position sur des sujets liés à l'égalité, à l'immigration et au racisme. Il a été membre du Haut Conseil à l'intégration. Il crée en 2008 la fondation Lilian Thuram-Éducation  contre le racisme. Il est par ailleurs auteur de plusieurs livres sur ces sujets.
Lilian Thuram a deux fils, Marcus (né en 1997) et Khéphren (né en 2001), eux aussi footballeurs et internationaux français.

## Biographie

### Enfance et formation
Lilian Thuram grandit à Anse-Bertrand, une commune de Guadeloupe, en France. Il est élevé par sa mère Mariana et ne connaît son père « que de loin ». Son enfance est faite d'une « vie simple, faite de parties de football dans la rue, de courses avec les copains sur les plages de sable, de frasques d'écolier », dit-il. En 1980, sa mère quitte la Guadeloupe pour la métropole. Lilian reste avec ses frères et sœurs, puis en septembre 1981 les enfants rejoignent leur mère, qui travaille depuis un an comme femme de ménage. Lilian a neuf ans en 1981. Rapidement, la famille déménage de Bois-Colombes où il subit des blagues racistes. Cela déterminera ses combats futurs : « Je me demandais pourquoi la couleur blanche est associée au bien et la couleur noire au mal ? »
Installé vers le quartier des Fougères à Avon près de Fontainebleau, il joue milieu de terrain offensif pour le club local des Portugais de Fontainebleau (duquel il part avant ses 12 ans), puis au Racing club de Fontainebleau et à l'US Melun où il croise notamment Claude Makélélé,. Alors cadet national, Thuram préfère passer son baccalauréat au lycée François-Ier[réf. nécessaire] plutôt que de répondre favorablement aux sollicitations du Stade rennais. À dix-sept ans, il rejoint le Centre de formation de l'AS Monaco.

### Débuts professionnels avec Monaco (1990-1996)
Quelques mois après être entré à l'AS Monaco, à l'âge de 18 ans à l'été 1990, le médecin le déclare perdu pour le football à la suite d'une opération du genou.

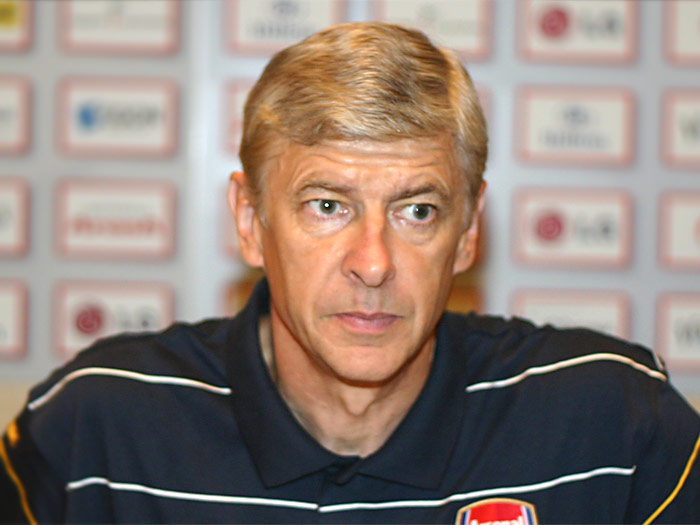
Arsène Wenger fait débuter Thuram en professionnel.

Arsène Wenger fait débuter Lilian Thuram en première division le 24 mai 1991, lors d'un match face au Sporting Toulon Var (1-1). Le club est vice-champion de France.
Il fait définitivement partie de l'équipe professionnelle lors de la saison 1991-1992, lors de laquelle il joue 19 matches de championnat que l'ASM termine en seconde position. Lors de la 14e journée face au FC Metz, il effectue deux erreurs dont une passe en retrait à Jean-Luc Ettori, permettant à François Calderaro de marquer (défaite de l'ASM 2-0). Dans sa biographie, il déclare avoir entendu « Oui, oui, derrière, derrière » pensant que c'était Ettori, alors qu'il s'agissait de l'attaquant messin,,. Thuram découvre aussi la coupe d'Europe, en jouant quatre matches de Coupe des coupes. Il est remplaçant lors de la finale perdue contre le Werder Brême et ne rentre pas en jeu.
L'année suivante, le défenseur s'impose comme un titulaire indiscutable en défense de l'équipe qui se classe troisième de D1 1992-93. Il est d'abord associé à Emmanuel Petit puis à Franck Dumas dans la charnière centrale asémiste.
En 1993-1994, Monaco se hisse en demi-finale de Ligue des Champions, et s'incline sur le score de trois buts à zéro contre le Milan AC le 27 avril 1994. Thuram est toutefois absent pour ce match.
Il quitte le club monégasque à l'issue de la saison 1995-1996, terminée à une nouvelle troisième place en D1. Après six ans passés sur le Rocher, il part pour l’Italie après l’Euro 96 et s’engage avec Parme.

### Confirmation à Parme (1996-2001)
Six saisons plus tard, en 1996, il quitte la France pour la Serie A italienne en signant à Parme. Il se souvient en mars 1999 : « J'avais des propositions dans d'autres grandes équipes italiennes comme la Juventus FC mais j'ai choisi Parme car le discours des dirigeants a été plus convaincant ».
Thuram joue son premier match sous ses nouvelles couleurs le 28 août 1996, à l'occasion d'une rencontre de coupe d'Italie face au Delfino Pescara 1936. Il est titularisé mais ne peut empêcher la défaite de son équipe par trois buts à un. Il inscrit son premier et unique but avec Parme le 2 mars 1997, lors d'une rencontre de championnat face au Cagliari Calcio. Il contribue ainsi à la victoire des siens par trois buts à deux. L'équipe est vice-championne d'Italie 1996-1997. En fin d'année 1997, il remporte le prix Guerin d'Oro de l'hebdomadaire italien Guerin Sportivo, avec Gianluca Pagliuca et Angelo Peruzzi, récompensant le meilleur joueur du championnat d'Italie. Il est aussi élu footballeur français de l'année par France Football.

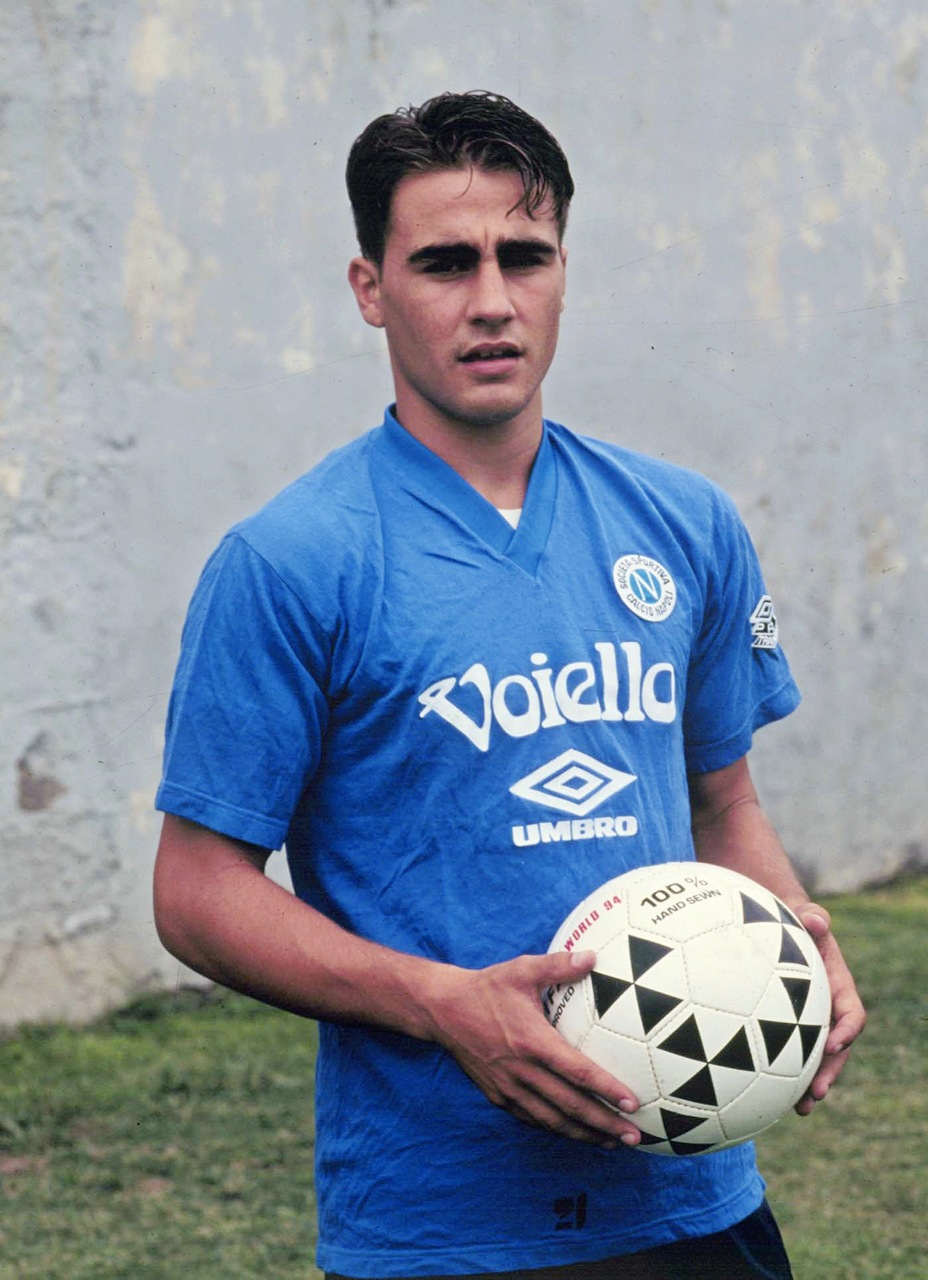
Thuram forme une des meilleures défenses d'Italie avec Fabio Cannavaro.

Pour sa deuxième saison, il est élu meilleur joueur étranger et meilleur défenseur du championnat alors que Parme termine en quatrième position de Serie A. Arrière-droit à son arrivée, il est rapidement repositionné dans l’axe de la défense.
De retour après avoir gagné la Coupe du monde 1998, Parme dispute le titre de champion d'Italie. Thuram réalise le doublé Coupe de l’UEFA-Coupe d’Italie 1998-1999 avec son club.
À la rentrée suivante, Parme et ses deux français avec Alain Boghossian, remporte la Supercoupe d'Italie de football 1999.
Au terme de la saison 2000-2001, où il perd en finale de la Coupe nationale, il quitte le club et rejoint la Juventus FC en compagnie de son coéquipier Gianluigi Buffon.
Lors de son passage à Parme, son duo avec Fabio Cannavaro est l'un des plus redoutés par sa robustesse et sa complémentarité. Il est notamment surnommé « La pantera nera » (la Panthère noire) ou encore le « Gigante di Guadalupa » (le Géant de Guadeloupe).

### Très haut niveau avec la Juventus (2001-2006)

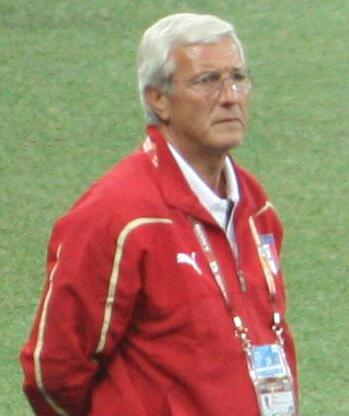
Marcello Lippi fait venir Thuram à Turin.

À vingt-neuf ans, Lilian Thuram devient le défenseur du monde et joueur français le plus cher de l'histoire (240 millions de francs, soit 36,6 millions d'euros) en misant sur la Juventus FC. Il rejoint ses compatriotes Trezeguet et Zidane, qui quitte le club quelques semaines plus tard (battant le record de transfert de Thuram avec cinq cents millions de francs). En guise d'héritage, le défenseur tricolore récupère le numéro 21 de son partenaire en équipe de France. Avec l'arrivée de l'entraîneur Marcello Lippi et de nouveaux joueurs comme Buffon ou Nedvěd, Thuram rejoint un club qui veut mettre fin à trois saisons de disette.
Pour la première fois depuis cinq saisons, à cause des compétitions internationales, Lilian Thuram suit une vraie préparation physique. Il effectue sa première sortie avec son nouveau maillot lors du Trophée Luigi Berlusconi face au Milan AC, qu'il remporte et est élu meilleur joueur du match après avoir bloqué le duo Shevchenko-Inzaghi. La Gazzetta dello Sport ose le parallèle : « C'est le Zidane de la défense, et pas seulement parce qu'il est français. Classe, personnalité et grinta : c'est le meilleur. La Juve est sacrée championne d'Italie. »
Le 10 novembre 2002, contre l'AC Milan, Thuram marque son seul but avec la Juventus (victoire 2-1). C'est également le dernier but de sa carrière. Lors de cet exercice 2002-2003, les Turinois sont de nouveau champions mais aussi finaliste de la Ligue des champions contre le Milan AC, finale perdue aux tirs au but (0-0 tab 2-3).
Lors de la saison 2005-2006, Thuram connaît plusieurs blessures légères qui l'éloignent du terrain. En 2006, à la suite de l'affaire Calciopoli, la Juventus se voit retirer ses titres de 2005 et 2006 pour avoir influencé les arbitres. Le club est rétrogradé en Serie B. Après avoir cumulé près de quatre cents matchs en Italie, il quitte le club.

### Deux dernières saisons au Barça (2006-2008)

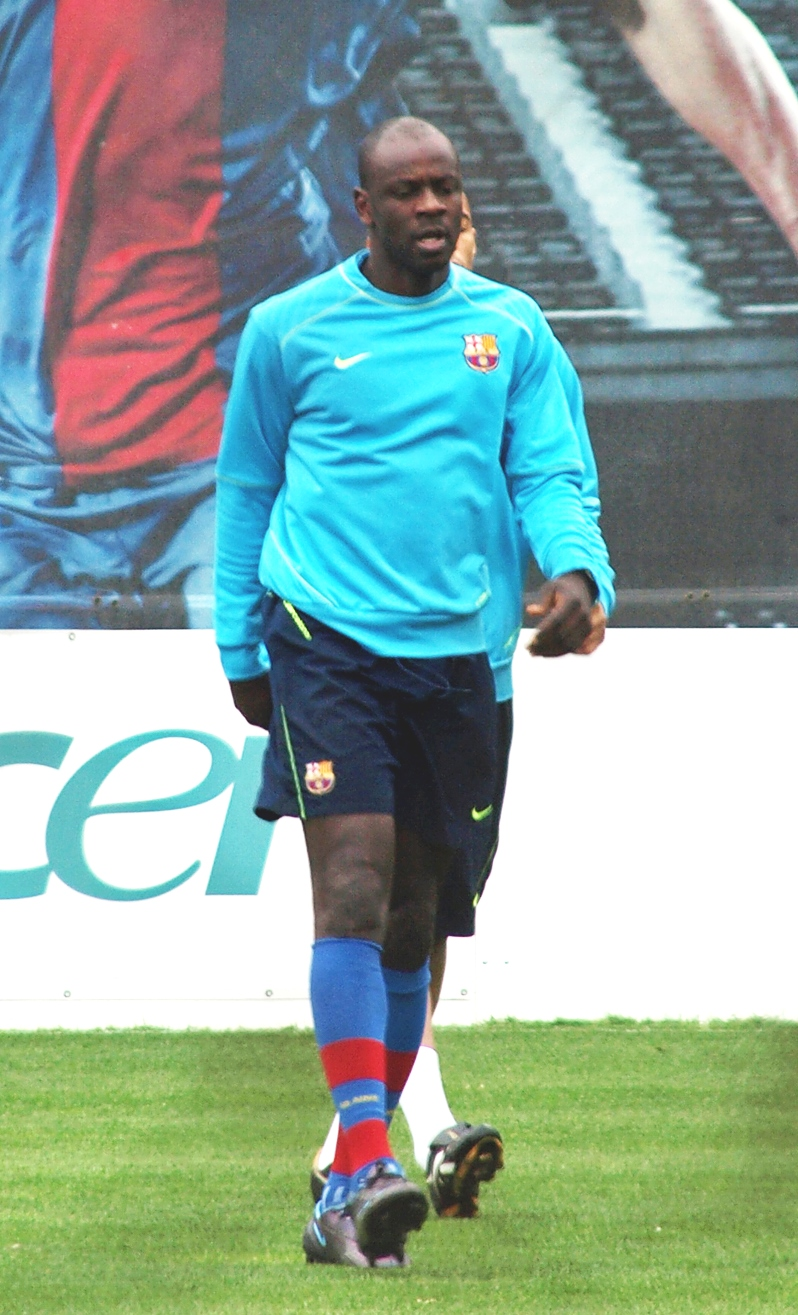
Lilian Thuram lors d'un entraînement avec le FC Barcelone, en mars 2008.

En juillet 2006, Lilian Thuram rejoint le FC Barcelone pour deux ans. Il joue son premier match sous ses nouvelles couleurs le 9 septembre 2006, lors de la deuxième journée de la saison 2006-2007 face à l'Osasuna Pampelune en tant que titulaire (3-0). Barré par Carles Puyol et Rafael Márquez et des blessures récurrentes, il joue tout de même une trentaine de matchs en 2006-2007.
Lors de la saison 2007-2008, Gabriel Milito est souvent préféré à Márquez et Thuram. Le Français joue 18 matchs en Liga lors de sa deuxième et dernière saison en Catalogne. Le 26 mai 2008, il déclare lors d'un point presse avec l'équipe de France qu'il ne restera pas au FC Barcelone l'année suivante.
Le 27 juin 2008, alors qu'il est sur le point de s'engager pour un an avec le Paris Saint-Germain, il annonce au cours d'une conférence de presse que la visite médicale précédant la signature du contrat révèle une malformation cardiaque héréditaire, qui aurait dû l’empêcher de jouer au foot, la même maladie qui aurait coûté la vie à son frère sur un terrain de basket-ball. La décision quant à son éventuelle signature au PSG est ainsi reportée au 30 juillet après des examens médicaux plus poussés,. Lors d'une nouvelle conférence de presse, tenue au Parc des Princes le 1er août 2008, le recordman des sélections en équipe de France annonce sa décision de mettre un terme à sa carrière, à l'âge de 36 ans.

### En équipe de France (1994-2008)

#### Consécration comme arrière droit
Ses performances avec l'AS Monaco lui ouvrent les portes de l'équipe de France et il fête sa première sélection le 17 août 1994, contre la République tchèque (2-2), en même temps que Zinédine Zidane. Lors de ce match, il est averti à la 12e minute.
Sélectionné en équipe nationale depuis 1994, il ne devient réellement titulaire au poste d'arrière droit qu'en 1996, à la retraite de Jocelyn Angloma, guadeloupéen comme lui. Jouant défenseur central au Parme AC, Thuram est cantonné au couloir droit en sélection, devant la concurrence de Laurent Blanc et Marcel Desailly.
De 1996 à 2000, il forme l'une des meilleures lignes de défense du monde avec Laurent Blanc, Marcel Desailly et Bixente Lizarazu. Les quatre joueurs, associés au gardien Fabien Barthez, ne perdent ainsi aucun match en étant alignés ensemble en équipe de France.
Lors de la Coupe du monde 1998, Lilian Thuram s'affirme comme le meilleur arrière droit du tournoi. Une performance d'autant plus remarquable qu'il évolue comme défenseur central en club. Intraitable défensivement, irréprochable dans ses relances et toujours disponible pour attaquer, il qualifie la France en inscrivant deux buts contre la Croatie (2-1) lors de la demi-finale. Après avoir marqué son 2e but, il s'agenouille et met son doigt devant son menton pour signifier son incompréhension devant cet exploit. Un geste resté fameux. Ce sont ses seuls buts en équipe de France en 142 sélections. La France remporte ensuite la finale contre le Brésil 3-0, et Thuram et ses coéquipiers sont faits chevaliers de la Légion d'honneur. Selon le livre Sciences Sociales Football Club, le nombre de bébés prénommés Lilian a explosé en France après la Coupe du monde 1998, tout comme le prénom Zinedine.
Deux ans plus tard, en 2000, il remporte l'Euro organisé en Belgique et aux Pays-Bas. Lors du quart de finale face à l'Espagne (victoire 2-1), Lilian Thuram est particulièrement mis en difficulté par Pedro Munitis et provoque un penalty, transformé par Gaizka Mendieta,. C'est la dernière compétition où la défense Thuram-Blanc-Desailly-Lizarazu est alignée.

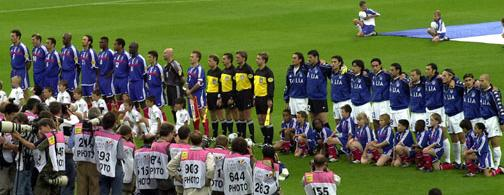
Les 22 finalistes de l'Euro 2000 (Thuram 8e en partant de la g.).

#### Repositionnement dans l'axe

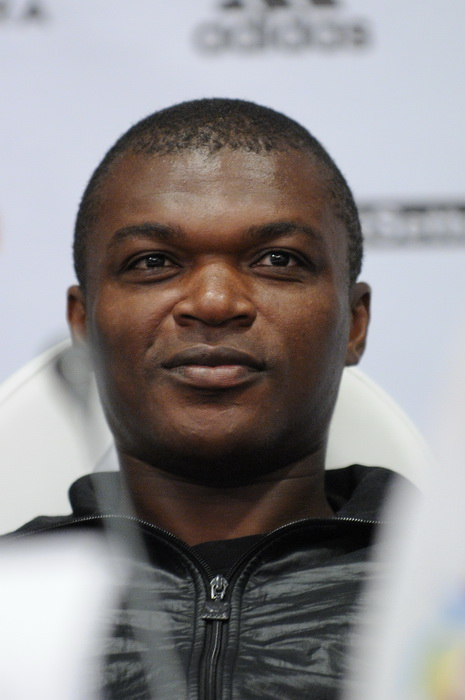
De 2000 à 2004, Thuram forme la défense centrale avec Marcel Desailly.

À la retraite de Laurent Blanc, Thuram est placé en défense centrale aux côtés de Marcel Desailly, poste qu'il occupe en club et qu'il affectionne davantage que celui de défenseur droit auquel il a l'habitude de jouer en équipe de France[réf. nécessaire].
En juillet 2004, à la suite de l'élimination en quart de finale de la France au Championnat d'Europe, il décide de mettre un terme à sa carrière internationale, pour se consacrer à son club, la Juventus. Il est alors nommé au FIFA 100.
Le 7 août 2005, quelques jours après Zinédine Zidane et Claude Makélélé, Lilian Thuram sort de sa retraite internationale, convoqué pour un match amical face à la Côte d'ivoire par Raymond Domenech.
Le sélectionneur compte sur lui pour aider les Bleus à se qualifier pour la Coupe du monde 2006. Face aux Iles Féroé (3-0) et en Irlande (0-1), la présence de Thuram au sein de la défense française permet de retrouver de l’assurance et de la solidité. À la suite de la retraite de Marcel Desailly, Thuram est associé à Jean-Alain Boumsong ou William Gallas en défense centrale.

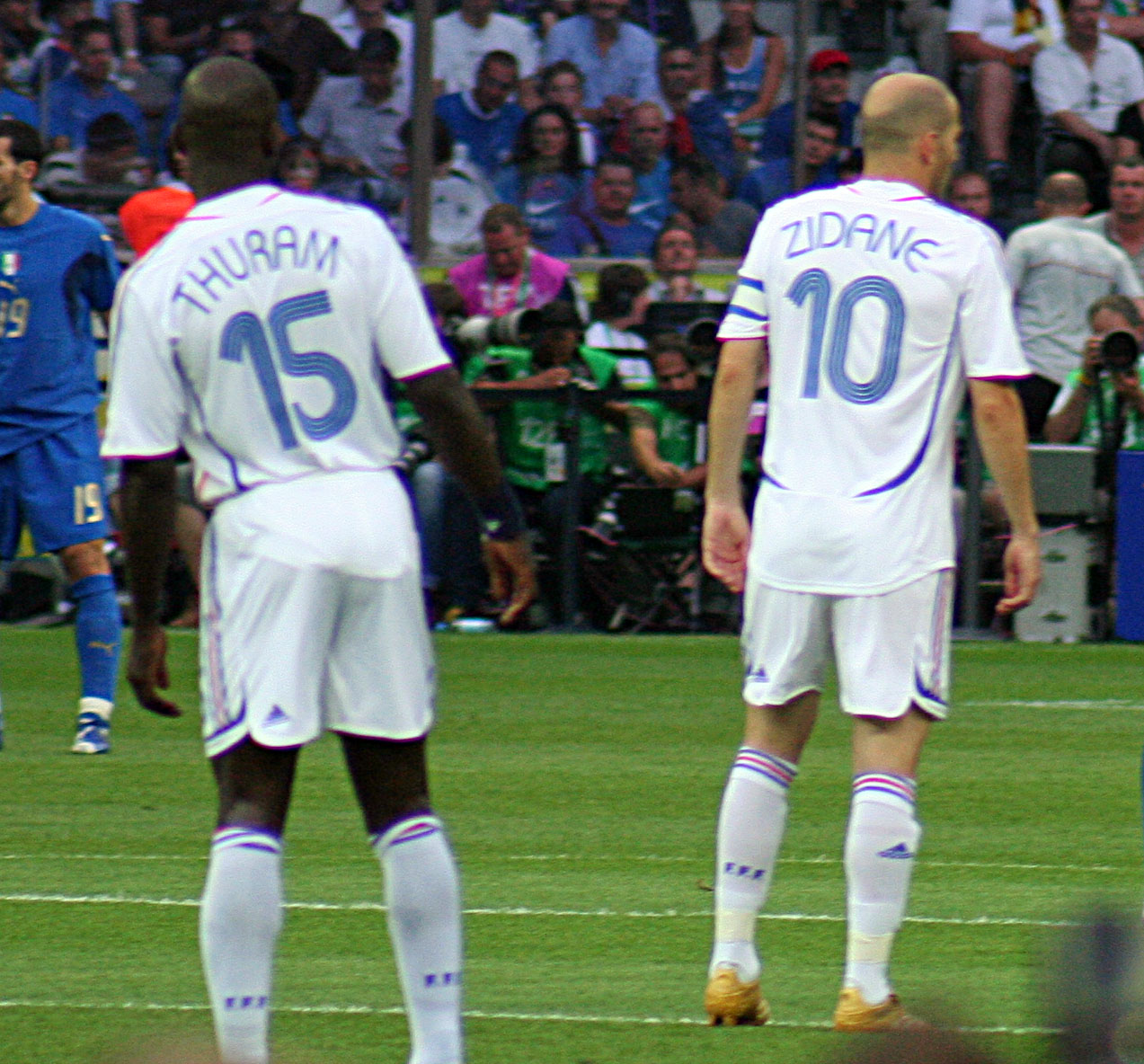
Thuram et Zidane en finale du Mondial 2006.

En juillet 2006, il participe à la Coupe du monde 2006 avec l'équipe de France, sa troisième après celles de 1998 et de 2002. Lors du match France-Togo du 23 juin 2006, Lilian Thuram bat le record de sélections précédemment détenu par Marcel Desailly avec 116 sélections. L'équipe de France atteint la finale et s'incline aux tirs au but contre l'Italie. Durant cette Coupe du monde, Thuram remporte 95 % de ses duels en défense[réf. nécessaire]. Quelques jours après la finale, Lilian Thuram revient sur l'incident opposant Zinédine Zidane au joueur italien Marco Materazzi pour le magazine culturel Les Inrockuptibles. Il condamne le geste de son capitaine, mais dit le comprendre : « Je comprends que Zidane ait réagi. Mais pas sur le terrain, pas sur le terrain... (...) Il s'est trompé, et il le sait. Je ne pense pas que son geste ait eu une incidence sur le résultat du match. » Mais, il porte un jugement très sévère sur le comportement du défenseur italien : « Un joueur comme Materazzi, c'est une maladie, ça ne devrait pas exister. Cela fait longtemps que je pense ça. Materazzi donne une image négative du football (...). Le football, c'est un jeu et on respecte les règles du jeu. Cela sert à quoi de gagner si on a triché ? À rien[réf. nécessaire]. »

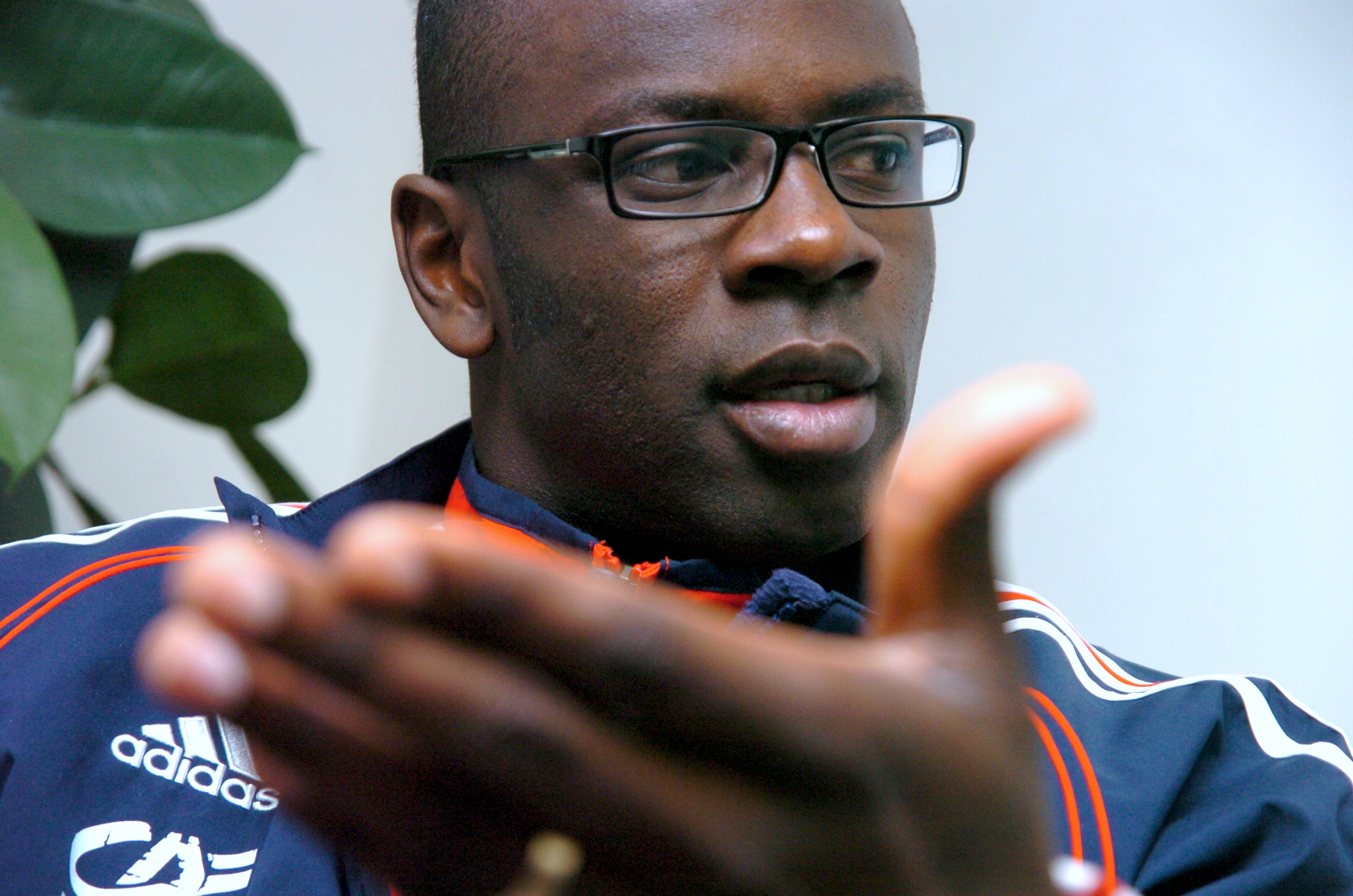
Lilian Thuram, le 25 mars 2007 au siège de la Fédération Française de Football.

Thuram décide de rester en équipe de France, pour les qualifications l'Euro 2008. Il déclare ironiquement au magazine gratuit Sport : « Si à quarante-cinq ans, je suis encore performant, je jouerai en équipe de France. » Alors qu'il rejoint le FC Barcelone, il n'y est pas forcément titulaire, barré par la concurrence et des blessures récurrentes.
Le mardi 17 juin 2008, il annonce sa retraite de l'équipe de France après l'élimination au premier tour de l'Euro 2008. « C'est toute une histoire importante de ma vie qui s'arrête ce soir. Il y a beaucoup de tristesse, » confirme Thuram. Avec 142 sélections, il est alors le joueur le plus capé de l'histoire de l'équipe de France. Mais il déclare ne pas arrêter sa carrière en club. Son problème cardiaque détecté avant de s'engager avec le PSG scelle finalement son parcours professionnel.
Son record de sélections en équipe de France, est dépassé par Hugo Lloris lors de la Coupe du monde 2022

### Reconversion
Déjà avant sa retraite des terrains, Lilian Thuram s'engage dans la cause des minorités et surtout contre le racisme. Sa fondation « Lilian Thuram-Éducation contre le racisme » œuvre pour éradiquer les discriminations raciales. Lilian Thuram devient[Quand ?] membre du Haut conseil à l'intégration et prend des positions affirmées sur certains dossiers politiques, comme la constitution européenne et la lutte contre ce qu'il considère être toutes les formes de racisme. Il est aussi membre et parrain du collectif « Devoirs de mémoires ».
Lilian Thuram participe par ailleurs aux activités de l'Institut de relations internationales et stratégiques (IRIS) et intègre[Quand ?] son conseil d'administration.

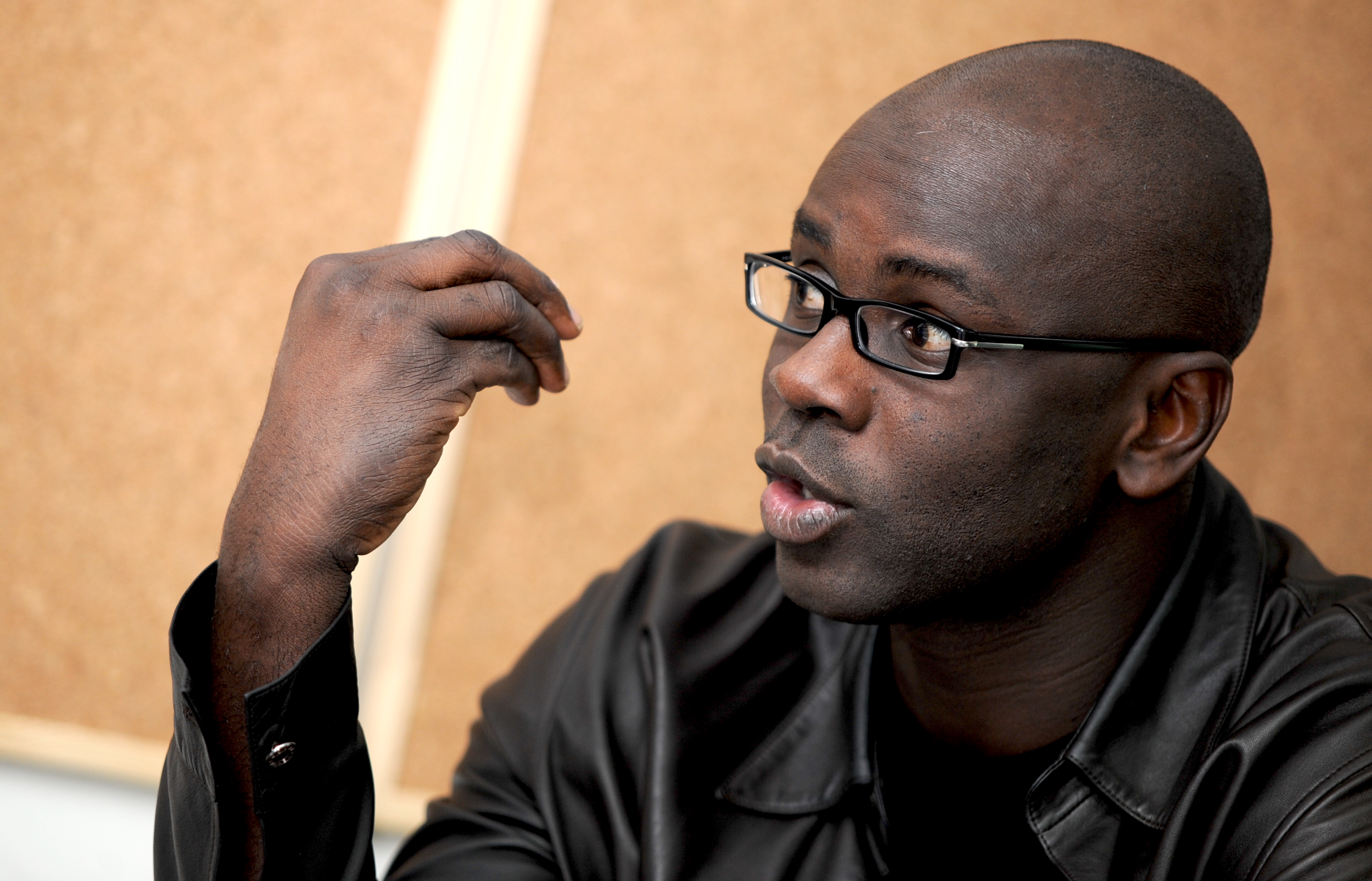
Lilian Thuram, le 18 janvier 2010 à Paris.

Le 13 décembre 2008, Lilian Thuram avait succédé à Michel Platini en tant que membre du conseil fédéral de la Fédération française de football (FFF) au titre des sportifs d'élite. Il démissionne de ce rôle le 15 décembre 2010.
Il se voit décerner par la chancellerie des universités de Paris le Prix Seligmann 2010 contre le racisme pour son ouvrage Mes étoiles noires - De Lucy à Barack Obama.
Le 18 octobre 2010, l'Unicef annonce que Lilian Thuram est nommé ambassadeur de l'Unicef pour un programme de reconstruction des écoles ravagées par les séismes en Haïti.
La multiplication de ces interventions publiques suscite aussi des oppositions. En 2010, Grégory Schneider l'accuse de se poser en donneur de « leçons de morale ». En 2011, Christophe Dugarry lui reproche également « de donner des leçons à tout le monde ». Cette accusation revient lors de l'affaire Karine Le Marchand. Globalement il lui est reproché [Par qui ?]de voir des racistes partout, et de ce fait de manifester en creux un racisme ordinaire contre tout ce qui ne lui ressemble pas.
En 2012, il s'associe à l'économiste Pierre Larrouturou ainsi qu'à diverses personnalités comme Stéphane Hessel, Edgar Morin ou encore Michel Rocard pour fonder le Collectif Roosevelt 2012. Ce mouvement citoyen vise à l'insurrection des consciences et à peser sur les décisions de nos dirigeants en proposant 15 réformes d'ordre financier, économique, social et environnemental pour éviter de s'enfoncer davantage dans la crise.
Lilian Thuram soutient la lutte contre l'homophobie, tant au niveau institutionnel que dans le sport. Il soutient le mariage homosexuel, comparant les opposants à celui-ci aux racistes s'opposant à l'égalité entre les Noirs et les Blancs.
Le 29 septembre 2017, il est fait docteur honoris causa de l'université de Stockholm.
Lilian Thuram est également depuis 2019 membre du Comité d'orientation du Club XXIe siècle, une association dont l'objectif est la promotion positive de la diversité et de l'égalité des chances.

## Statistiques

### Par saison
| Saison                | Club                  | Championnat           | Championnat | Championnat | Coupe nationale | Coupe nationale | Coupe de la Ligue | Coupe de la Ligue | Supercoupe | Supercoupe | Compétition(s) continentale(s) | Compétition(s) continentale(s) | Compétition(s) continentale(s) | France | France | Total | Total |
| Saison                | Club                  | Division              | M.          | B.          | M.              | B.              | M.                | B.                | M.         | B.         | Comp.                          | M.                             | B.                             | M.     | B.     | M.    | B.    |
| 1990-1991             | AS Monaco FC          | Division 1            | 1           | 0           | -               | -               | -                 | -                 | -          | -          | -                              | -                              | -                              | -      | -      | 1     | 0     |
| 1991-1992             | AS Monaco FC          | Division 1            | 19          | -           | 4               | -               | -                 | -                 | -          | -          | C2                             | 4                              | -                              | -      | -      | 27    | 0     |
| 1992-1993             | AS Monaco FC          | Division 1            | 37          | -           | 2               | -               | -                 | -                 | -          | -          | C2                             | 4                              | -                              | -      | -      | 43    | 0     |
| 1993-1994             | AS Monaco FC          | Division 1            | 25          | 1           | 3               | 1               | -                 | -                 | -          | -          | C1                             | 8                              | 1                              | -      | -      | 36    | 3     |
| 1994-1995             | AS Monaco FC          | Division 1            | 37          | 2           | 2               | -               | 3                 | 1                 | -          | -          | -                              | -                              | -                              | 2      | -      | 44    | 3     |
| 1995-1996             | AS Monaco FC          | Division 1            | 36          | 5           | 3               | -               | 3                 | -                 | -          | -          | C3                             | 2                              | -                              | 14     | -      | 58    | 5     |
| Sous-total            | Sous-total            | Sous-total            | 155         | 8           | 14              | 1               | 6                 | 1                 | 0          | 0          | -                              | 18                             | 1                              | 16     | 0      | 209   | 11    |
| 1996-1997             | Parme AC              | Serie A               | 34          | 1           | 1               | -               | -                 | -                 | -          | -          | C3                             | 2                              | -                              | 9      | -      | 46    | 1     |
| 1997-1998             | Parme AC              | Serie A               | 32          | -           | 6               | -               | -                 | -                 | -          | -          | C1                             | 8                              | -                              | 14     | 2      | 60    | 2     |
| 1998-1999             | Parme AC              | Serie A               | 34          | -           | 8               | -               | -                 | -                 | -          | -          | C3                             | 11                             | -                              | 8      | -      | 61    | 0     |
| 1999-2000             | Parme AC              | Serie A               | 33+1        | -           | 2               | -               | -                 | -                 | 1          | -          | C1+C3                          | 2+8                            | -                              | 15     | -      | 62    | 0     |
| 2000-2001             | Parme AC              | Serie A               | 30          | -           | 8               | -               | -                 | -                 | -          | -          | C3                             | 7                              | -                              | 5      | -      | 50    | 0     |
| Sous-total            | Sous-total            | Sous-total            | 164         | 1           | 25              | 0               | 0                 | 0                 | 1          | 0          | -                              | 38                             | 0                              | 51     | 2      | 279   | 3     |
| 2001-2002             | Juventus FC           | Serie A               | 30          | -           | 3               | -               | -                 | -                 | -          | -          | C1                             | 8                              | -                              | 10     | -      | 51    | 0     |
| 2002-2003             | Juventus FC           | Serie A               | 27          | 1           | -               | -               | -                 | -                 | 1          | -          | C1                             | 15                             | -                              | 12     | -      | 55    | 1     |
| 2003-2004             | Juventus FC           | Serie A               | 24          | -           | 4               | -               | -                 | -                 | -          | -          | C1                             | 5                              | -                              | 14     | -      | 47    | 0     |
| 2004-2005             | Juventus FC           | Serie A               | 37          | -           | 1               | -               | -                 | -                 | -          | -          | C1                             | 11                             | -                              | -      | -      | 49    | 0     |
| 2005-2006             | Juventus FC           | Serie A               | 27          | -           | 4               | -               | -                 | -                 | -          | -          | C1                             | 8                              | -                              | 18     | -      | 57    | 0     |
| Sous-total            | Sous-total            | Sous-total            | 145         | 1           | 12              | 0               | 0                 | 0                 | 1          | 0          | -                              | 47                             | 0                              | 54     | 0      | 259   | 1     |
| 2006-2007             | FC Barcelone          | Liga                  | 23          | -           | 2               | -               | -                 | -                 | 1          | -          | C1                             | 4                              | -                              | 9      | -      | 39    | 0     |
| 2007-2008             | FC Barcelone          | Liga                  | 18          | -           | 4               | -               | -                 | -                 | -          | -          | C1                             | 6                              | -                              | 12     | -      | 40    | 0     |
| Sous-total            | Sous-total            | Sous-total            | 41          | 0           | 6               | 0               | 0                 | 0                 | 1          | 0          | -                              | 10                             | 0                              | 21     | 0      | 79    | 0     |
| Total sur la carrière | Total sur la carrière | Total sur la carrière | 505         | 10          | 57              | 1               | 6                 | 1                 | 3          | 0          | -                              | 113                            | 1                              | 142    | 2      | 826   | 15    |

### Buts internationaux
| # | Date           | Lieu                                 | Adversaire | Résultat | Compétition                           | Détail | Détail         | Détail | Sél. |
| - | -------------- | ------------------------------------ | ---------- | -------- | ------------------------------------- | ------ | -------------- | ------ | ---- |
| 1 | 8 juillet 1998 | Stade de France, Saint-Denis, France | Croatie    | V 2-1    | Demi-finale de la Coupe du monde 1998 | 47e    | du pied droit  | 1-1    | 38e  |
| 2 | 8 juillet 1998 | Stade de France, Saint-Denis, France | Croatie    | V 2-1    | Demi-finale de la Coupe du monde 1998 | 69e    | du pied gauche | 2-1    | 38e  |

### Matchs internationaux
| Matchs internationaux de Lilian Thuram | Matchs internationaux de Lilian Thuram | Matchs internationaux de Lilian Thuram            | Matchs internationaux de Lilian Thuram | Matchs internationaux de Lilian Thuram | Matchs internationaux de Lilian Thuram           | Matchs internationaux de Lilian Thuram                                    |
| #                                      | Date                                   | Lieu                                              | Adversaire                             | Résultat                               | Compétition                                      | Notes                                                                     |
| -------------------------------------- | -------------------------------------- | ------------------------------------------------- | -------------------------------------- | -------------------------------------- | ------------------------------------------------ | ------------------------------------------------------------------------- |
| 1                                      | 17 août 1994                           | Parc Lescure, Bordeaux, France                    | Tchéquie                               | N 2 - 2                                | Match amical                                     | Titulaire.                                                                |
| 2                                      | 18 janvier 1995                        | Stadion Galgenwaard, Utrecht, Pays-Bas            | Pays-Bas                               | V 1 - 0                                | Match amical                                     | Entre en jeu à la place de Christian Karembeu à la 88e minute.            |
| 3                                      | 22 juillet 1995                        | Ullevaal Stadion, Oslo, Norvège                   | Norvège                                | N 0 - 0                                | Match amical                                     | Titulaire.                                                                |
| 4                                      | 16 août 1995                           | Parc des Princes, Paris, France                   | Pologne                                | N 1 - 1                                | Éliminatoires de l'Euro 1996                     | Titulaire.                                                                |
| 5                                      | 6 septembre 1995                       | Stade de l'Abbé-Deschamps, Auxerre, France        | Azerbaïdjan                            | V 10 - 0                               | Éliminatoires de l'Euro 1996                     | Entre en jeu à la place de Jocelyn Angloma à la 57e minute.               |
| 6                                      | 11 octobre 1995                        | Stade Steaua, Bucarest, Roumanie                  | Roumanie                               | V 3 - 1                                | Éliminatoires de l'Euro 1996                     | Entre en jeu à la place de Zinédine Zidane à la 85e minute.               |
| 7                                      | 21 février 1996                        | Stade des Costières, Nîmes, France                | Grèce                                  | V 3 - 1                                | Match amical                                     | Titulaire.                                                                |
| 8                                      | 27 mars 1996                           | Stade Roi Baudouin, Bruxelles, Belgique           | Belgique                               | V 2 - 0                                | Match amical                                     | Titulaire, remplacé par Jocelyn Angloma à la 46e minute.                  |
| 9                                      | 29 mai 1996                            | Stade de la Meinau, Strasbourg, France            | Finlande                               | V 2 - 0                                | Match amical                                     | Titulaire.                                                                |
| 10                                     | 1er juin 1996                          | Gottlieb-Daimler-Stadion, Stuttgart, Allemagne    | Allemagne                              | V 1 - 0                                | Match amical                                     | Titulaire.                                                                |
| 11                                     | 5 juin 1996                            | Stadium Nord, Villeneuve-d'Ascq, France           | Arménie                                | V 2 - 0                                | Match amical                                     | Entre en jeu à la place de Jocelyn Angloma à la 46e minute.               |
| 12                                     | 10 juin 1996                           | St James' Park, Newcastle, Angleterre             | Roumanie                               | V 1 - 0                                | Premier tour de l'Euro 1996                      | Titulaire.                                                                |
| 13                                     | 15 juin 1996                           | Elland Road, Leeds, Angleterre                    | Espagne                                | N 1 - 1                                | Premier tour de l'Euro 1996                      | Entre en jeu à la place de Vincent Guérin à la 81e minute.                |
| 14                                     | 18 juin 1996                           | St James' Park, Newcastle, Angleterre             | Bulgarie                               | V 3 - 1                                | Premier tour de l'Euro 1996                      | Titulaire.                                                                |
| 15                                     | 22 juin 1996                           | Anfield, Liverpool, Angleterre                    | Pays-Bas                               | N 0 - 0 5-4 t.a.b                      | Quart de finale de l'Euro 1996                   | Titulaire.                                                                |
| 16                                     | 26 juin 1996                           | Old Trafford, Manchester, Angleterre              | Tchéquie                               | N 0 - 0 5-6 t.a.b                      | Demi-finale de l'Euro 1996                       | Titulaire, remplacé par Jocelyn Angloma à la 83e minute.                  |
| 17                                     | 31 août 1996                           | Parc des Princes, Paris, France                   | Mexique                                | V 2 - 0                                | Match amical                                     | Titulaire, remplacé par Sabri Lamouchi à la 88e minute.                   |
| 18                                     | 9 octobre 1996                         | Parc des Princes, Paris, France                   | Turquie                                | V 4 - 0                                | Match amical                                     | Titulaire, remplacé par Martin Djetou à la 77e minute.                    |
| 19                                     | 9 novembre 1996                        | Parken Stadium, Copenhague, Danemark              | Danemark                               | D 0 - 1                                | Match amical                                     | Titulaire.                                                                |
| 20                                     | 22 janvier 1997                        | Estádio 1.º de Maio (pt), Braga, Portugal         | Portugal                               | V 2 - 0                                | Match amical                                     | Titulaire.                                                                |
| 21                                     | 26 février 1997                        | Parc des Princes, Paris, France                   | Pays-Bas                               | V 2 - 1                                | Match amical                                     | Titulaire.                                                                |
| 22                                     | 2 avril 1997                           | Parc des Princes, Paris, France                   | Suède                                  | V 1 - 0                                | Match amical                                     | Titulaire, remplacé par Patrick Blondeau à la 67e minute.                 |
| 23                                     | 3 juin 1997                            | Stade de Gerland, Lyon, France                    | Brésil                                 | N 1 - 1                                | Tournoi de France                                | Entre en jeu à la place de Marcel Desailly à la 67e minute.               |
| 24                                     | 7 juin 1997                            | Stade de la Mosson, Montpellier, France           | Angleterre                             | D 0 - 1                                | Tournoi de France                                | Titulaire.                                                                |
| 25                                     | 11 juin 1997                           | Parc des Princes, Paris, France                   | Italie                                 | N 2 - 2                                | Tournoi de France                                | Titulaire.                                                                |
| 26                                     | 11 octobre 1997                        | Stade Bollaert, Lens, France                      | Afrique du Sud                         | V 2 - 1                                | Match amical                                     | Titulaire.                                                                |
| 27                                     | 12 novembre 1997                       | Stade Geoffroy-Guichard, Saint-Étienne, France    | Écosse                                 | V 2 - 1                                | Match amical                                     | Titulaire.                                                                |
| 28                                     | 28 janvier 1998                        | Stade de France, Saint-Denis, France              | Espagne                                | V 1 - 0                                | Match amical                                     | Titulaire.                                                                |
| 29                                     | 25 février 1998                        | Stade Vélodrome, Marseille, France                | Norvège                                | N 3 - 3                                | Match amical                                     | Titulaire.                                                                |
| 30                                     | 25 mars 1998                           | Stade Dynamo, Moscou, Russie                      | Russie                                 | D 0 - 1                                | Match amical                                     | Titulaire.                                                                |
| 31                                     | 22 avril 1998                          | Stade Råsunda, Stockholm, Suède                   | Suède                                  | N 0 - 0                                | Match amical                                     | Titulaire.                                                                |
| 32                                     | 27 mai 1998                            | Stade Mohammed-V, Casablanca, Maroc               | Belgique                               | V 1 - 0                                | Tournoi Hassan II 1998                           | Titulaire.                                                                |
| 33                                     | 5 juin 1998                            | Olympiastadion, Helsinki, Finlande                | Finlande                               | V 1 - 0                                | Match amical                                     | Titulaire, remplacé par Christian Karembeu à la 69e minute.               |
| 34                                     | 12 juin 1998                           | Stade Vélodrome, Marseille, France                | Afrique du Sud                         | V 3 - 0                                | Premier tour de la Coupe du monde 1998           | Titulaire.                                                                |
| 35                                     | 18 juin 1998                           | Stade de France, Saint-Denis, France              | Arabie saoudite                        | V 4 - 0                                | Premier tour de la Coupe du monde 1998           | Titulaire.                                                                |
| 36                                     | 28 juin 1998                           | Stade Bollaert, Lens, France                      | Paraguay                               | V 1 - 0 b.e.o                          | Huitième de finale de la Coupe du monde 1998     | Titulaire.                                                                |
| 37                                     | 3 juillet 1998                         | Stade de France, Saint-Denis, France              | Italie                                 | N 0 - 0 4-3 t.a.b                      | Quart de finale de la Coupe du monde 1998        | Titulaire.                                                                |
| 38                                     | 8 juillet 1998                         | Stade de France, Saint-Denis, France              | Croatie                                | V 2 - 1                                | Demi-finale de la Coupe du monde 1998            | Titulaire et double buteur.                                               |
| 39                                     | 12 juillet 1998                        | Stade de France, Saint-Denis, France              | Brésil                                 | V 3 - 0                                | Finale de la Coupe du monde 1998                 | Titulaire.                                                                |
| 40                                     | 19 août 1998                           | Stade Ernst-Happel, Vienne, Autriche              | Autriche                               | N 2 - 2                                | Match amical                                     | Titulaire.                                                                |
| 41                                     | 5 septembre 1998                       | Laugardalsvöllur, Reykjavik, Islande              | Islande                                | N 1 - 1                                | Éliminatoires de l'Euro 2000                     | Titulaire.                                                                |
| 42                                     | 10 octobre 1998                        | Stade Loujniki, Moscou, Russie                    | Russie                                 | V 3 - 2                                | Éliminatoires de l'Euro 2000                     | Titulaire.                                                                |
| 43                                     | 20 janvier 1999                        | Stade Vélodrome, Marseille, France                | Maroc                                  | V 1 - 0                                | Match amical                                     | Titulaire.                                                                |
| 44                                     | 10 février 1999                        | Stade de Wembley, Londres, Angleterre             | Angleterre                             | V 2 - 0                                | Match amical                                     | Titulaire.                                                                |
| 45                                     | 27 mars 1999                           | Stade de France, Saint-Denis, France              | Ukraine                                | N 0 - 0                                | Éliminatoires de l'Euro 2000                     | Titulaire.                                                                |
| 46                                     | 31 mars 1999                           | Stade de France, Saint-Denis, France              | Arménie                                | V 2 - 0                                | Éliminatoires de l'Euro 2000                     | Titulaire, remplacé par Christian Karembeu à la 80e minute.               |
| 47                                     | 5 juin 1999                            | Stade de France, Saint-Denis, France              | Russie                                 | D 2 - 3                                | Éliminatoires de l'Euro 2000                     | Titulaire.                                                                |
| 48                                     | 18 août 1999                           | Windsor Park, Belfast, Irlande du Nord            | Irlande du Nord                        | V 1 - 0                                | Match amical                                     | Titulaire.                                                                |
| 49                                     | 4 septembre 1999                       | Olimpiski, Kiev, Ukraine                          | Ukraine                                | N 0 - 0                                | Éliminatoires de l'Euro 2000                     | Titulaire.                                                                |
| 50                                     | 8 septembre 1999                       | Stade Hrazdan, Erevan, Arménie                    | Arménie                                | V 3 - 2                                | Éliminatoires de l'Euro 2000                     | Titulaire.                                                                |
| 51                                     | 9 octobre 1999                         | Stade de France, Saint-Denis, France              | Islande                                | V 3 - 2                                | Éliminatoires de l'Euro 2000                     | Titulaire.                                                                |
| 52                                     | 13 novembre 1999                       | Stade de France, Saint-Denis, France              | Croatie                                | V 3 - 0                                | Match amical                                     | Titulaire.                                                                |
| 53                                     | 23 février 2000                        | Stade de France, Saint-Denis, France              | Pologne                                | V 1 - 0                                | Match amical                                     | Titulaire.                                                                |
| 54                                     | 29 mars 2000                           | Hampden Park, Glasgow, Écosse                     | Écosse                                 | V 2 - 0                                | Match amical                                     | Titulaire.                                                                |
| 55                                     | 26 avril 2000                          | Stade de France, Saint-Denis, France              | Slovénie                               | V 3 - 2                                | Match amical                                     | Titulaire.                                                                |
| 56                                     | 28 mai 2000                            | Stade Maksimir, Zagreb, Croatie                   | Croatie                                | V 2 - 0                                | Match amical                                     | Titulaire.                                                                |
| 57                                     | 4 juin 2000                            | Stade Mohammed-V, Casablanca, Maroc               | Japon                                  | N 2 - 2 4-2 t.a.b                      | Tournoi Hassan II 2000                           | Titulaire.                                                                |
| 58                                     | 11 juin 2000                           | Stade Jan-Breydel, Bruges, Belgique               | Danemark                               | V 3 - 0                                | Premier tour de l'Euro 2000                      | Titulaire.                                                                |
| 59                                     | 16 juin 2000                           | Stade Jan-Breydel, Bruges, Belgique               | Tchéquie                               | V 2 - 1                                | Premier tour de l'Euro 2000                      | Titulaire.                                                                |
| 60                                     | 25 juin 2000                           | Stade Jan-Breydel, Bruges, Belgique               | Espagne                                | V 2 - 1                                | Quart de finale de l'Euro 2000                   | Titulaire.                                                                |
| 61                                     | 28 juin 2000                           | Stade Roi Baudouin, Bruxelles, Belgique           | Portugal                               | V 2 - 1 b.e.o                          | Demi-finale de l'Euro 2000                       | Titulaire.                                                                |
| 62                                     | 2 juillet 2000                         | Stade de Feyenoord, Rotterdam, Pays-Bas           | Italie                                 | V 2 - 1 b.e.o                          | Finale de l'Euro 2000                            | Titulaire.                                                                |
| 63                                     | 2 septembre 2000                       | Stade de France, Saint-Denis, France              | Angleterre                             | N 1 - 1                                | Match amical                                     | Titulaire, remplacé par Vincent Candela à la 80e minute.                  |
| 64                                     | 4 octobre 2000                         | Stade de France, Saint-Denis, France              | Cameroun                               | N 1 - 1                                | Match amical                                     | Titulaire.                                                                |
| 65                                     | 7 octobre 2000                         | Ellis Park Stadium, Johannesbourg, Afrique du Sud | Afrique du Sud                         | N 0 - 0                                | Match amical                                     | Titulaire, remplacé par Ludovic Giuly à la 33e minute.                    |
| 66                                     | 15 novembre 2000                       | Stade İnönü du BJK, Istanbul, Turquie             | Turquie                                | V 4 - 0                                | Match amical                                     | Titulaire, remplacé par Willy Sagnol à la 78e minute.                     |
| 67                                     | 25 avril 2001                          | Stade de France, Saint-Denis, France              | Portugal                               | V 4 - 0                                | Match amical                                     | Titulaire, remplacé par Vincent Candela à la 70e minute.                  |
| 68                                     | 15 août 2001                           | Stade de la Beaujoire, Nantes, France             | Danemark                               | V 1 - 0                                | Match amical                                     | Titulaire.                                                                |
| 69                                     | 1er septembre 2001                     | Estadio Nacional de Chile, Santiago, Chili        | Chili                                  | D 1 - 2                                | Match amical                                     | Titulaire, remplacé par Willy Sagnol à la 87e minute.                     |
| 70                                     | 6 octobre 2001                         | Stade de France, Saint-Denis, France              | Algérie                                | V 4 - 1                                | Match amical                                     | Titulaire.                                                                |
| 71                                     | 13 février 2002                        | Stade de France, Saint-Denis, France              | Roumanie                               | V 2 - 1                                | Match amical                                     | Titulaire.                                                                |
| 72                                     | 17 avril 2002                          | Stade de France, Saint-Denis, France              | Russie                                 | N 0 - 0                                | Match amical                                     | Titulaire.                                                                |
| 73                                     | 18 mai 2002                            | Stade de France, Saint-Denis, France              | Belgique                               | D 1 - 2                                | Match amical                                     | Titulaire, remplacé par Willy Sagnol à la 46e minute.                     |
| 74                                     | 26 mai 2002                            | Big Bird Stadium, Suwon, Corée du Sud             | Corée du Sud                           | V 3 - 2                                | Match amical                                     | Titulaire, remplacé par Vincent Candela à la 46e minute.                  |
| 75                                     | 31 mai 2002                            | Seoul World Cup Stadium, Séoul, Corée du Sud      | Sénégal                                | D 0 - 1                                | Premier tour de la Coupe du monde 2002           | Titulaire.                                                                |
| 76                                     | 6 juin 2002                            | Stade Asiade de Busan, Pusan, Corée du Sud        | Uruguay                                | N 0 - 0                                | Premier tour de la Coupe du monde 2002           | Titulaire.                                                                |
| 77                                     | 11 juin 2002                           | Stade Munhak d'Incheon, Incheon, Corée du Sud     | Danemark                               | D 0 - 2                                | Premier tour de la Coupe du monde 2002           | Titulaire.                                                                |
| 78                                     | 21 août 2002                           | Stade du 7 Novembre, Radès, Tunisie               | Tunisie                                | N 1 - 1                                | Match amical                                     | Titulaire, remplacé par Bruno Cheyrou à la 75e minute.                    |
| 79                                     | 7 septembre 2002                       | Stade GSP, Nicosie, Chypre                        | Chypre                                 | V 2 - 1                                | Éliminatoires de l'Euro 2004                     | Titulaire.                                                                |
| 80                                     | 12 octobre 2002                        | Stade de France, Saint-Denis, France              | Slovénie                               | V 5 - 0                                | Éliminatoires de l'Euro 2004                     | Titulaire, remplacé par Willy Sagnol à la 83e minute.                     |
| 81                                     | 16 octobre 2002                        | Ta' Qali Stadium, La Valette, Malte               | Malte                                  | V 4 - 0                                | Éliminatoires de l'Euro 2004                     | Titulaire, remplacé par Philippe Mexès à la 85e minute.                   |
| 82                                     | 20 novembre 2002                       | Stade de France, Saint-Denis, France              | RF Yougoslavie                         | V 3 - 0                                | Match amical                                     | Titulaire, remplacé par Benoît Pedretti à la 80e minute.                  |
| 83                                     | 12 février 2003                        | Stade de France, Saint-Denis, France              | Tchéquie                               | D 0 - 2                                | Match amical                                     | Titulaire.                                                                |
| 84                                     | 29 mars 2003                           | Stade Felix-Bollaert, Lens, France                | Malte                                  | V 6 - 0                                | Éliminatoires de l'Euro 2004                     | Titulaire, remplacé par Willy Sagnol à la 66e minute.                     |
| 85                                     | 2 avril 2003                           | Stade Renzo-Barbera, Palerme, Italie              | Israël                                 | V 2 - 1                                | Éliminatoires de l'Euro 2004                     | Titulaire.                                                                |
| 86                                     | 18 juin 2003                           | Stade de Gerland, Lyon, France                    | Colombie                               | V 1 - 0                                | Premier tour de la Coupe des confédérations 2003 | Titulaire.                                                                |
| 87                                     | 22 juin 2003                           | Stade de France, Saint-Denis, France              | Nouvelle-Zélande                       | V 5 - 0                                | Premier tour de la Coupe des confédérations 2003 | Titulaire.                                                                |
| 88                                     | 26 juin 2003                           | Stade de France, Saint-Denis, France              | Turquie                                | V 3 - 2                                | Demi-finale de la Coupe des confédérations 2003  | Titulaire.                                                                |
| 89                                     | 29 juin 2003                           | Stade de France, Saint-Denis, France              | Cameroun                               | V 1 - 0                                | Finale de la Coupe des confédérations 2003       | Entre en jeu à la place de Willy Sagnol à la 76e minute.                  |
| 90                                     | 20 août 2003                           | Stade de Genève, Genève, Suisse                   | Suisse                                 | V 2 - 0                                | Match amical                                     | Titulaire, remplacé par Willy Sagnol à la 61e minute.                     |
| 91                                     | 6 septembre 2003                       | Stade de France, Saint-Denis, France              | Chypre                                 | V 5 - 0                                | Éliminatoires de l'Euro 2004                     | Titulaire, remplacé par Willy Sagnol à la 65e minute.                     |
| 92                                     | 10 septembre 2003                      | Stade central, Ljubljana, Slovénie                | Slovénie                               | V 2 - 0                                | Éliminatoires de l'Euro 2004                     | Titulaire.                                                                |
| 93                                     | 11 octobre 2003                        | Stade de France, Saint-Denis, France              | Israël                                 | V 3 - 0                                | Éliminatoires de l'Euro 2004                     | Titulaire.                                                                |
| 94                                     | 15 novembre 2003                       | Aufschalke Arena, Gelsenkirchen, Allemagne        | Allemagne                              | V 3 - 0                                | Match amical                                     | Titulaire.                                                                |
| 95                                     | 18 février 2004                        | Stade Roi Baudouin, Bruxelles, Belgique           | Belgique                               | V 2 - 0                                | Match amical                                     | Titulaire.                                                                |
| 96                                     | 31 mars 2004                           | Stade de Feyenoord, Rotterdam, Pays-Bas           | Pays-Bas                               | N 0 - 0                                | Match amical                                     | Titulaire, remplacé par William Gallas à la 67e minute.                   |
| 97                                     | 20 mai 2004                            | Stade de France, Saint-Denis, France              | Brésil                                 | N 0 - 0                                | Match amical                                     | Titulaire.                                                                |
| 98                                     | 28 mai 2004                            | Stade de la Mosson, Montpellier, France           | Andorre                                | V 4 - 0                                | Match amical                                     | Entre en jeu à la place de Marcel Desailly à la 69e minute.               |
| 99                                     | 6 juin 2004                            | Stade de France, Saint-Denis, France              | Ukraine                                | V 1 - 0                                | Match amical                                     | Titulaire.                                                                |
| 100                                    | 13 juin 2004                           | Stade de Luz, Lisbonne, Portugal                  | Angleterre                             | V 2 - 1                                | Premier tour de l'Euro 2004                      | Titulaire.                                                                |
| 101                                    | 17 juin 2004                           | Stade Dr. Magalhães Pessoa, Leiria, Portugal      | Croatie                                | N 2 - 2                                | Premier tour de l'Euro 2004                      | Titulaire.                                                                |
| 102                                    | 21 juin 2004                           | Stade municipal, Coimbra, Portugal                | Suisse                                 | V 3 - 1                                | Premier tour de l'Euro 2004                      | Titulaire.                                                                |
| 103                                    | 25 juin 2004                           | Estádio José Alvalade XXI, Lisbonne, Grèce        | Grèce                                  | D 0 - 1                                | Quart de finale de l'Euro 2004                   | Titulaire.                                                                |
| 104                                    | 17 août 2005                           | Stade de la Mosson, Montpellier, France           | Côte d'Ivoire                          | V 3 - 0                                | Match amical                                     | Titulaire, remplacé par Sébastien Squillaci à la 23e minute.              |
| 105                                    | 3 septembre 2005                       | Stade Félix Bollaert, Lens, France                | Îles Féroé                             | V 3 - 0                                | Éliminatoires de la Coupe du monde 2006          | Titulaire, remplacé par Sébastien Squillaci à la 74e minute.              |
| 106                                    | 7 septembre 2005                       | Lansdowne Road, Dublin, Irlande                   | République d'Irlande                   | V 1 - 0                                | Éliminatoires de la Coupe du monde 2006          | Titulaire.                                                                |
| 107                                    | 8 octobre 2005                         | Stade du Wankdorf, Berne, Suisse                  | Suisse                                 | N 1 - 1                                | Éliminatoires de la Coupe du monde 2006          | Titulaire.                                                                |
| 108                                    | 12 octobre 2005                        | Stade de France, Saint-Denis, France              | Chypre                                 | V 4 - 0                                | Éliminatoires de la Coupe du monde 2006          | Titulaire.                                                                |
| 109                                    | 9 novembre 2005                        | Stade de Dillon, Fort-de-France, France           | Costa Rica                             | V 3 - 2                                | Match amical                                     | Titulaire et capitaine.                                                   |
| 110                                    | 12 novembre 2005                       | Stade de France, Saint-Denis, France              | Allemagne                              | N 0 - 0                                | Match amical                                     | Titulaire et capitaine.                                                   |
| 111                                    | 1er mars 2006                          | Stade de France, Saint-Denis, France              | Slovénie                               | D 1 - 2                                | Match amical                                     | Titulaire.                                                                |
| 112                                    | 27 mai 2006                            | Stade de France, Saint-Denis, France              | Mexique                                | V 1 - 0                                | Match amical                                     | Titulaire, remplacé par Jean-Alain Boumsong à la 49e minute.              |
| 113                                    | 31 mai 2006                            | Stade Félix Bollaert, Lens, France                | Danemark                               | V 2 - 0                                | Match amical                                     | Titulaire.                                                                |
| 114                                    | 7 juin 2006                            | Stade Geoffroy-Guichard, Saint-Étienne, France    | Chine                                  | V 3 - 1                                | Match amical                                     | Titulaire.                                                                |
| 115                                    | 13 juin 2006                           | Gottlieb-Daimler-Stadion, Stuttgart, Allemagne    | Suisse                                 | N 0 - 0                                | Premier tour de la Coupe du monde 2006           | Titulaire.                                                                |
| 116                                    | 18 juin 2006                           | Zentralstadion, Leipzig, Allemagne                | Corée du Sud                           | N 1 - 1                                | Premier tour de la Coupe du monde 2006           | Titulaire.                                                                |
| 117                                    | 23 juin 2006                           | RheinEnergieStadion, Cologne, Allemagne           | Togo                                   | V 2 - 0                                | Premier tour de la Coupe du monde 2006           | Titulaire.                                                                |
| 118                                    | 27 juin 2006                           | HDI-Arena, Hanovre, Allemagne                     | Espagne                                | V 3 - 1                                | Huitième de finale de la Coupe du monde 2006     | Titulaire.                                                                |
| 119                                    | 1er juillet 2006                       | Waldstadion, Francfort-sur-le-Main, Allemagne     | Brésil                                 | V 1 - 0                                | Quart de finale de la Coupe du monde 2006        | Titulaire.                                                                |
| 120                                    | 5 juillet 2006                         | Allianz Arena, Munich, Allemagne                  | Portugal                               | V 1 - 0                                | Demi-finale de la Coupe du monde 2006            | Titulaire.                                                                |
| 121                                    | 9 juillet 2006                         | Olympiastadion, Berlin, Allemagne                 | Italie                                 | N 1 - 1 3-5 t.a.b                      | Finale de la Coupe du monde 2006                 | Titulaire.                                                                |
| 122                                    | 2 septembre 2006                       | Stade Boris-Paichadze, Tbilissi, Géorgie          | Géorgie                                | V 3 -0                                 | Éliminatoires de l'Euro 2008                     | Titulaire.                                                                |
| 123                                    | 6 septembre 2006                       | Stade de France, Saint-Denis, France              | Italie                                 | V 3 - 1                                | Éliminatoires de l'Euro 2008                     | Titulaire.                                                                |
| 124                                    | 7 octobre 2006                         | Hampden Park, Glasgow, Écosse                     | Écosse                                 | D 0 - 1                                | Éliminatoires de l'Euro 2008                     | Titulaire.                                                                |
| 125                                    | 11 octobre 2006                        | Stade Auguste-Bonal, Sochaux-Montbéliard, France  | Îles Féroé                             | V 5 - 0                                | Éliminatoires de l'Euro 2008                     | Titulaire.                                                                |
| 126                                    | 15 novembre 2006                       | Stade de France, Saint-Denis, France              | Grèce                                  | V 1 - 0                                | Match amical                                     | Titulaire.                                                                |
| 127                                    | 24 mars 2007                           | Stade Darius-Girenas, Kaunas, Lituanie            | Lituanie                               | V 0 - 1                                | Éliminatoires de l'Euro 2008                     | Titulaire et capitaine.                                                   |
| 128                                    | 28 mars 2007                           | Stade de France, Saint-Denis, France              | Autriche                               | V 1 - 0                                | Match amical                                     | Titulaire et capitaine, remplacé par William Gallas à la 46e minute.      |
| 129                                    | 2 juin 2007                            | Stade de France, Saint-Denis, France              | Ukraine                                | V 2 - 0                                | Éliminatoires de l'Euro 2008                     | Titulaire et capitaine.                                                   |
| 130                                    | 6 juin 2007                            | Stade de l'Abbé-Deschamps, Auxerre, France        | Géorgie                                | V 1 - 0                                | Éliminatoires de l'Euro 2008                     | Titulaire et capitaine.                                                   |
| 131                                    | 8 septembre 2007                       | Stade San Siro, Milan, Italie                     | Italie                                 | N 0 - 0                                | Éliminatoires de l'Euro 2008                     | Titulaire.                                                                |
| 132                                    | 12 septembre 2007                      | Parc des Princes, Paris, France                   | Écosse                                 | D 0 - 1                                | Éliminatoires de l'Euro 2008                     | Titulaire.                                                                |
| 133                                    | 13 octobre 2007                        | Tórsvøllur, Torshavn, Îles Féroé                  | Îles Féroé                             | V 6 - 0                                | Éliminatoires de l'Euro 2008                     | Titulaire et capitaine.                                                   |
| 134                                    | 17 octobre 2007                        | Stade de la Beaujoire, Nantes, France             | Lituanie                               | V 2 - 0                                | Éliminatoires de l'Euro 2008                     | Titulaire et capitaine.                                                   |
| 135                                    | 16 novembre 2007                       | Stade de France, Saint-Denis, France              | Maroc                                  | N 2 - 2                                | Match amical                                     | Titulaire et capitaine, remplacé par Sébastien Squillaci à la 64e minute. |
| 136                                    | 21 novembre 2007                       | Olimpiski, Kiev, Ukraine                          | Ukraine                                | N 2 - 2                                | Éliminatoires de l'Euro 2008                     | Titulaire et capitaine.                                                   |
| 137                                    | 6 février 2008                         | Stade de La Rosaleda, Malaga, Espagne             | Espagne                                | D 0 - 1                                | Match amical                                     | Titulaire, remplacé par Julien Escudé à la 46e minute.                    |
| 138                                    | 26 mars 2008                           | Stade de France, Saint-Denis, France              | Angleterre                             | V 1 - 0                                | Match amical                                     | Titulaire et capitaine.                                                   |
| 139                                    | 27 mai 2008                            | Stade des Alpes, Grenoble, France                 | Équateur                               | V 2 - 0                                | Match amical                                     | Titulaire et capitaine.                                                   |
| 140                                    | 3 juin 2008                            | Stade de France, Saint-Denis, France              | Colombie                               | V 1 - 0                                | Match amical                                     | Titulaire et capitaine.                                                   |
| 141                                    | 9 juin 2008                            | Stade du Letzigrund, Zurich, Suisse               | Roumanie                               | N 0 - 0                                | Premier tour de l'Euro 2008                      | Titulaire et capitaine.                                                   |
| 142                                    | 13 juin 2008                           | Stade du Wankdorf, Berne, Suisse                  | Pays-Bas                               | D 1 - 4                                | Premier tour de l'Euro 2008                      | Titulaire et capitaine.                                                   |

## Style de joueur
Sa masse athlétique, son sens du placement et de l'anticipation, sa rigueur et sa faculté à gagner les un contre un font de Lilian Thuram un défenseur quasi-impassable. Rapide et percutant, doté d'une bonne détente, il accomplit également des progrès dans la relance, son point faible à ses débuts. Placé sur le côté droit de la défense au début avec l'équipe de France, Thuram connaît quelques maladresses dans le dernier geste (centre et finition).

## Palmarès de footballeur

### Titres et trophées
Lilian Thuram remporte plusieurs des compétitions les plus prestigieuses au monde. Il est d'abord membre de l'équipe de France qui remporte la Coupe du monde 1998 à domicile puis le Championnat d'Europe des nations 2000. Ces deux titres valent à Thuram de faire part de l'équipe récompensée comme celle de l'année 2000 aux World Soccer Awards, équipe européenne de l'année 1998 et 2000 par France Football, ainsi que par les Trophées d'honneur de l'UNFP, le syndicat footballeurs français, en 1999, 2008 et 2016. Forfait pour le sacre français à la Coupe des confédérations 2001, il remporte le tournoi deux ans plus tard.
En club, le défenseur ne remporte pas la Ligue des champions de l'UEFA, échouant en finale en 2003 avec la Juventus FC. Il remporte néanmoins la Coupe de l'UEFA en 1999 avec le Parme AC.
Au niveau national, Thuram échoue d'abord à la seconde marche du championnat de France avec l'AS Monaco deux ans de suite (1991 et 1992) lors de ses débuts professionnels. Parti en Italie, il remporte la Coupe d'Italie 1998-1999 avec Parme dès son arrivée, ainsi que la Supercoupe italienne 1999. Après avoir rejoint la Juventus en 2001, Thuram débute par deux titre de Serie A en 2002, et une seconde Supercoupe, puis 2003. Les titres 2005 et 2006 sont retirés à la Juve à la suite de l'Affaire Calciopoli. Après avoir perdu la finale de Coupe transalpine en 2001, Thuram en dispute deux nouvelles en 2002 puis 2004 avec les Turinois, sans en gagner une nouvelle. À la suite de sa signature au FC Barcelone en 2006, Thuram ne prend pas part à la victoire en Supercoupe à son arrivée, puis échoue deux fois en deuxième position de la Liga.
Lilian Thuram remporte aussi huit trophées saisonniers, quasi totalement avec ses deux clubs italiens.
| Palmarès collectif de Lilian Thuram | Palmarès collectif de Lilian Thuram | Palmarès collectif de Lilian Thuram | Palmarès collectif de Lilian Thuram |
| Compétitions internationales | Compétitions nationales | Trophées saisonniers | Distinctions |
| --- | --- | --- | --- |
| - Coupe du Monde (1) - Vainqueur : 1998 - Championnat d'Europe (1) - Champion : 2000 - Coupe des confédérations (1) - Vainqueur : 2003 - Coupe UEFA (1) - Vainqueur : 1999 (Parme) - Ligue des champions - Finaliste : 2003 (Juventus FC) - Jeux méditerranéens - Troisième : 1993 | - Championnat d'Italie (4) - Champion : 2002, 2003, 2005 et 2006 (Juventus FC) - Coupe d'Italie (1) - Vainqueur : 1999 (Parme) - Finaliste : 2001 (Parme), 2002 et 2004 (Juventus FC) - Supercoupe d'Italie (2) - Vainqueur : 1999 (Parme) et 2002 (Juventus FC) - Championnat de France - Vice-champion : 1991 et 1992 (AS Monaco) - Championnat d'Espagne - Vice-champion : 2007 et 2008 (FC Barcelone) | - Trophée Luigi Berlusconi (3) - Vainqueur : 2001, 2003 et 2004 (Juventus FC) - Trophée Carlos Lapetra (1) - Vainqueur : 1998 (Parme) - Trophée Naranja (1) - Vainqueur : 2000 (Parme) - Tournoi de Saint-Marin (1) - Vainqueur : 2002 (Juventus FC) - Trophée Birra Moretti (1) - Vainqueur : 2004 (Juventus FC) - Trophée Joan Gamper (1) - Vainqueur : 2006 (FC Barcelone) | - Équipe de l'année World Soccer Awards - 2000 avec l'équipe de France - Équipe européenne de l'année France Football (2) - 1998 et 2000 avec l'équipe de France - Trophée d'honneur UNFP (3) - 1999 avec l'équipe de France de 1998 - 2008 avec l'équipe de France de 1998 - 2016 avec l'équipe de France de 2000 |

### Récompenses individuelles
Lilian Thuram est nommé lors de cinq éditions du Ballon d'or, récompense la plus célèbre pour un footballeur. Son meilleur classement est la septième place obtenue en 1998, après la victoire en Coupe du monde. L'année précédente, il termine 25e. Le Français est nommé pour trois autres éditions (1999, 2005 et 2006) mais ne remporte pas de vote.

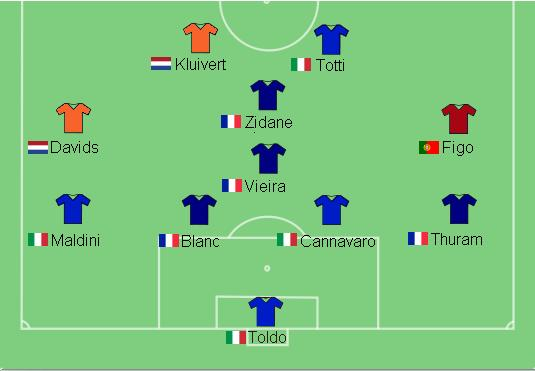
L'équipe-type de l'Euro 2000 avec Thuram en arrière droit.

À la suite de la victoire à l'issue de la Coupe du monde 1998, Lilian Thuram est élu ballon de bronze (troisième meilleur joueur) de la compétition par la FIFA. Il fait logiquement aussi partie de l'équipe-type, performance qu'il réédite en 2006, dont la France est finaliste. Cette même année, il fait partie du FIFPro World XI, sélection annuelle des meilleurs joueurs. À la suite de la victoire française lors de l'Euro 2000, le défenseur est aussi retenu dans l'équipe du tournoi.
En 2004, Thuram fait partie du FIFA 100, liste de footballeurs célèbres ayant marqué leur génération faite par Pelé. En 2016, il est placé en 29e position dans cent meilleurs joueurs de l'histoire du Championnat d'Europe des nations par le journal L'Équipe.
Sur le plan national, en 1998, Lilian Thuram est fait chevalier de l'Ordre national de la Légion d'honneur, plus haute décoration honorifique française, comme tous les vainqueurs de la Coupe du monde. En 2013, il est fait officier. D'un point de vue footballistique, Thuram est placé dans le onze de légende de l'équipe de France en 2020 par les internautes de L'Équipe. En 1997, il est aussi élu joueur français de l'année par France Football et meilleur joueur du Championnat italien par le mensuel local Guerin Sportivo. L'année suivante, il est nommé meilleur joueur étranger et meilleur défenseur de Serie A. Pour l’ensemble de sa carrière, Thuram reçoit un Trophée d'honneur UNFP en 2009 et est nommé dans l'équipe-type des vingt ans du syndicat en 2011.
| Récompenses individuelles de Lilian Thuram | Récompenses individuelles de Lilian Thuram |
| Récompenses internationales | Récompenses nationales |
| --- | --- |
| - Ballon d'or - 7e : 1998 - 25e : 1997 - FIFPro World XI - Nommé dans l'équipe type de l'année : 2006 - Coupe du Monde - Meilleur joueur : ballon de bronze en 1998 - Nommé dans l'équipe type : 1998 et 2006 - Membre du FIFA 100 créé en 2004 - Championnat d'Europe - Nommé dans l'équipe type : 2000 - 29e meilleur joueur de l'histoire par L'Équipe en 2016 | - Légion d'honneur - Officier de la Légion d'honneur : 2013 - Chevalier de la Légion d'honneur : 1998 - Joueur français de l'année France Football (1) - Élu : 1997 - Championnat d'Italie - Meilleur joueur : 1997 (Guerin d'Oro) - Meilleur joueur étranger : 1998 - Meilleur défenseur : 1998 - Trophée UNFP - Trophée d'honneur : 2009 - Nommé dans l'équipe-type spéciale 20 ans : 2011 - XI de légende de tous les temps de l'Équipe de France - Élu selon les internautes de L'Équipe en 2020. - Nommé dans l'équipe type de l'année de l'association Européenne des magazines sportifs en 1999 et 2003 |

### Records
- Co-recordman français (avec Steve Mandanda et Olivier Giroud) du nombre de participations au Championnat d'Europe des Nations avec 4 phases finales (1996, 2000, 2004 et 2008)[50]
- Fait partie de l'équipe de France qui dispute 30 matchs sans défaite (entre février 1994 et octobre 1996)

## Vie privée et famille
Lilian Thuram a deux fils avec Sandra Thuram : Marcus (nommé en hommage au leader noir Marcus Garvey, chantre du panafricanisme) et Khéphren (ainsi appelé en hommage au pharaon). Comme ses deux fils, son neveu Yohann Thuram est footballeur professionnel.
De 2007 à 2013, il a pour compagne Karine Le Marchand, présentatrice de télévision française. Le 4 septembre 2013, celle-ci porte plainte contre lui pour violence conjugale puis annonce le 14 septembre 2013 qu'elle va retirer sa plainte. Un retrait de plainte n'éteignant pas l'action publique, Lilian Thuram fait l'objet d'un rappel à la loi, qui est effectué le mercredi 18 septembre. Le couple s'était toutefois séparé depuis plusieurs mois, a indiqué l'avocate de l'animatrice, Me Caroline Mecary. En octobre 2013, Lilian Thuram déclare n'avoir « jamais été violent avec Karine Le Marchand », avant d'ajouter : « Elle me fait une demande, une demande de compensation par rapport aux années. J'ai dit non. Elle m'a envoyé un SMS, m'a dit qu'elle allait détruire mon image. » Karine Le Marchand répond qu'elle a subi des pressions pour retirer sa plainte pour violences et dépose aussitôt une plainte en diffamation, estimant que les propos de Lilian Thuram sont « vulgaires, mensongers et dégradants, et portent atteinte à son honneur et à sa considération ». Le 19 février 2016, le tribunal correctionnel de Paris relaxe Lilian Thuram, au bénéfice de la bonne foi. Le juge reconnaît le caractère diffamatoire des propos litigieux, mais estime qu'ils étaient « sobres » et exprimés d'un « ton modéré ».
Depuis 2015, il est en couple avec la journaliste de M6 Kareen Guiock. Leur mariage est célébré le 23 août 2022 à l'hôtel de ville et au château de Fontainebleau.

## Postérité
En octobre 2012, Lilian Thuram participe à l'inauguration du stade portant son nom à Gennevilliers. Ses valeurs motivent la mairie pour donner le nom du sportif à son stade. « Lilian Thuram a été choisi à l'unanimité », assure Jacques Bourgoin (maire PCF).
En janvier 2013, l'ancien Bleu Lilian Thuram inaugure, à Chevilly-Larue, le complexe sportif qui porte son nom, le gymnase du lycée. Le choix s'est porté sur l'ex-footballeur pour son action en faveur de la défense des droits de l'homme et de l'égalité.
- Stade Lilian-Thuram à Anse-Bertrand
- Stade Lilian-Thuram à Bourg-Saint-Andéol
- Salle omnisports Lilian Thuram à Cambes-en-Plaine
- Gymnase Lilian-Thuram à Chevilly-Larue
- Stade Lilian-Thuram à Gennevilliers
- Stade synthétique Lilian-Thuram à Vitry-le-François

## Publications

### Livres
- 8 juillet 1998, Éditions Anne Carrière, 2004, 205 p. Avec la collaboration de James Burnet.
- Mes étoiles noires - De Lucy à Barack Obama, Éditions Philippe Rey, 2010, 399 p. Avec la collaboration de Bernard Fillaire.
- Manifeste pour l'égalité, Éditions Autrement, 2012, 175 p.
- La pensée blanche, Éditions Philippe Rey, 2020, 317 p. (Éditeur au Québec : Mémoire d'encrier).

### Bandes dessinées
- Notre histoire, Delcourt, 2014 (tome I, 122 p.) et 2017 (tome II, 144 p.). Librement inspirée de l'essai Mes étoiles noires, avec la collaboration de Jean-Christophe Camus (scénario) et Sam Garcia (dessin).
- Tous super-héros, Delcourt, 2016 (tome I, 28 p.) et 2018 (tome II, La coupe de tout le monde, 40 p.) Avec la collaboration de Jean-Christophe Camus (scénario) et Benjamin Chaud (dessin). Le tome 1 a été préfacé par Lionel Messi.
- Nelson Mandela, Hachette Enfants, 2017, 32 p. Avec la collaboration de Qu Lan (illustration).

### Préfacier
- Thomté Ryam, Banlieue noire, Présence Africaine, 2006, 171 p.
- Yvan Gastaut, Le métissage par le foot - L'intégration, mais jusqu'où ?, Éditions Autrement, 2008, 178 p.
- Collectif, L'esprit du sport, Verlhac, 2010, 128 p.
- Amnesty International, Contrôler les armes, Éditions Autrement, 2010, 140 p.
- RESF, Sarkozy m'a expulsé, Les Echappés, 2011, 160 p.
- Pascal Boniface, L'expulsion, La tengo, 2011, 92 p.
- Collectif, Exhibitions - L'invention du sauvage, Actes Sud, 2011, 382 p.
- Benoît Meyer, Dictionnaire du football - Le ballon rond dans tous ses sens, Honoré Champion, 2012, 496 p.
- Audrey Keysers et Maguy Nestoret Ontanon, Foot féminin - La femme est l'avenir du foot, Bord de l'eau (Le), 2012, 153 p.
- Collectif, Corps du monde - Atlas des cultures corporelles, Armand Colin, 2013, 203 p.
- Eduardo Galeano, Le football, ombre et lumière, Lux, 2014, 320 p.
- Pascal Boniface, L'empire foot - Comment le ballon rond a conquis le monde, Armand Colin, 2018, 192 p.

## Autres activités

### Sponsoring
Après la Coupe du monde 1998, Lilian Thuram a été sollicité pour apparaître dans de nombreuses publicités. Dès septembre 1998, on peut le voir dans un spot d’Opel. En 1999 c’est l’équipementier sportif Nike qui le fait jouer dans une de ses publicités, puis s’ensuivent des partenariats avec LU en 2000, ASSU 2000 en 2002 et Danette en 2006.

### Télévision
- 2014-2015 : Frères d'armes, série télévisée historique de Rachid Bouchareb et Pascal Blanchard : présentation d'Addi Bâ et Léopold Sédar Senghor
- 2020 : il participe à un film de Pascal Blanchard et David Korn-Bzozaavec sur l'histoire de la colonisation : Décolonisations. Du sang et des larmes.

### Musique
Lilian Thuram a fait des apparitions dans les clips d'Admiral T Fos A Peyi La, de Sefyu En noir et blanc, de Kery James Banlieusards, et de Grand Corps Malade et Reda Taliani Inch'allah.
Il était l'organisateur et le producteur du spectacle Léwoz de Lilian Thuram, tous les ans à Anse Bertrand.
Amateur de musique classique, il est impliqué dans un projet d’éducation musicale et orchestrale (Démos) initié par la Cité de la musique et la Philharmonie de Paris et destiné à des jeunes des quartiers défavorisés et des zones rurales éloignées.

### Films
- 2002 : Trois zéros de Fabien Onteniente : lui-même
- 2020 : Tout simplement noir de Jean-Pascal Zadi et John Wax : lui-même
- 2022 : Avec amour et acharnement[66] de Claire Denis : lui-même

### Vidéographie
Un film portrait lui est consacré : Champions de France - Lilian Thuram série Champions de France de Pascal Blanchard et Rachid Bouchareb, raconté par Rokhaya Diallo en 2016. [voir en ligne]

### Expositions
Exhibitions, L'invention du sauvage, musée du quai Branly, Paris, 29 novembre 2011- 3 juin 2012
. Lilian Thuram est le commissaire général ; Nanette Snoep et Pascal Blanchard sont commissaires scientifiques. Cette exposition a connu un immense succès et a remporté le Globe de cristal de meilleure exposition de l'année.
En janvier 2018, Lilian Thuram est invité par le musée national Eugène-Delacroix comme commissaire pour une exposition intitulée Imaginaires et représentations de l'Orient. Question(s) de regard(s). Il en écrit certains cartels avec Françoise Vergès, spécialiste des questions de colonisation, et assure lui-même une série de visites guidées.

### Interventions publiques
Dans le cadre de ses activités avec l'Institut de relations internationales et stratégiques (IRIS), Lilian Thuram accompagne Pascal Boniface, directeur de l'IRIS, en Afrique de l'Ouest en juin 2007 au cours d'une « mission de sensibilisation sur le sort des « enfants-soldats », qui furent recrutés de force par des milices ou des armées régulières lors des conflits qu'a subis cette région, à l'invitation de l'UNOWA (le Bureau des Nations Unies pour l'Afrique de l'Ouest), ». Il a également participé à la rédaction de différentes tribunes, par exemple « Pour la Coupe du monde de football de 2018 en Israël et Palestine », ainsi qu'au colloque « Diversité et Rayonnement de la France » le 12 novembre 2008.
Le 8 novembre 2005, lors de la crise des banlieues, il exprime son désaccord avec le gouvernement et de Nicolas Sarkozy. Il critique l'attitude du ministre de l'Intérieur, estimant que les jeunes impliqués dans les émeutes ne sont pas des « racailles », comme le déclare celui-ci, mais des délinquants. « Avant de parler d'insécurité, il faut peut-être parler de justice sociale, » dit-il avant d'ajouter que la crise des banlieues et les émeutes sont aussi le résultat d'une « ghettoïsation » dont les forces de l'ordre sont responsables. Le ministre réplique en rappelant que « Lilian Thuram ne vit plus en banlieue depuis longtemps et vit en Italie avec un salaire bien confortable qui ne regarde que lui. » Malgré ses origines antillaises, le footballeur reste prudent sur l'affaire Olivier Grenouilleau qui fait l'actualité au même moment.
En 2006 aussi, quelques jours après la finale perdue de la coupe du monde et quelques mois après les débats de l'Affaire Olivier Grenouilleau, Lilian Thuram accorde un long entretien au magazine culturel Les Inrockuptibles. Il y évoque les dangers d'une « sarkoïsation des esprits » : « On est en France, un pays dit civilisé, et l'on accepte que des gens soient expulsés, j'allais même dire déportés. » Montrant son ouverture au-delà des partis politiques, lors des élections municipales de 2008, le footballeur apporte son soutien à Jeannette Bougrab, candidate dans le 18e arrondissement de Paris. Toujours après la finale de 2006, il fait un nouveau voyage sur le continent africain en tant qu'ambassadeur de l'Organisation internationale de lutte contre la drépanocytose (OILD).

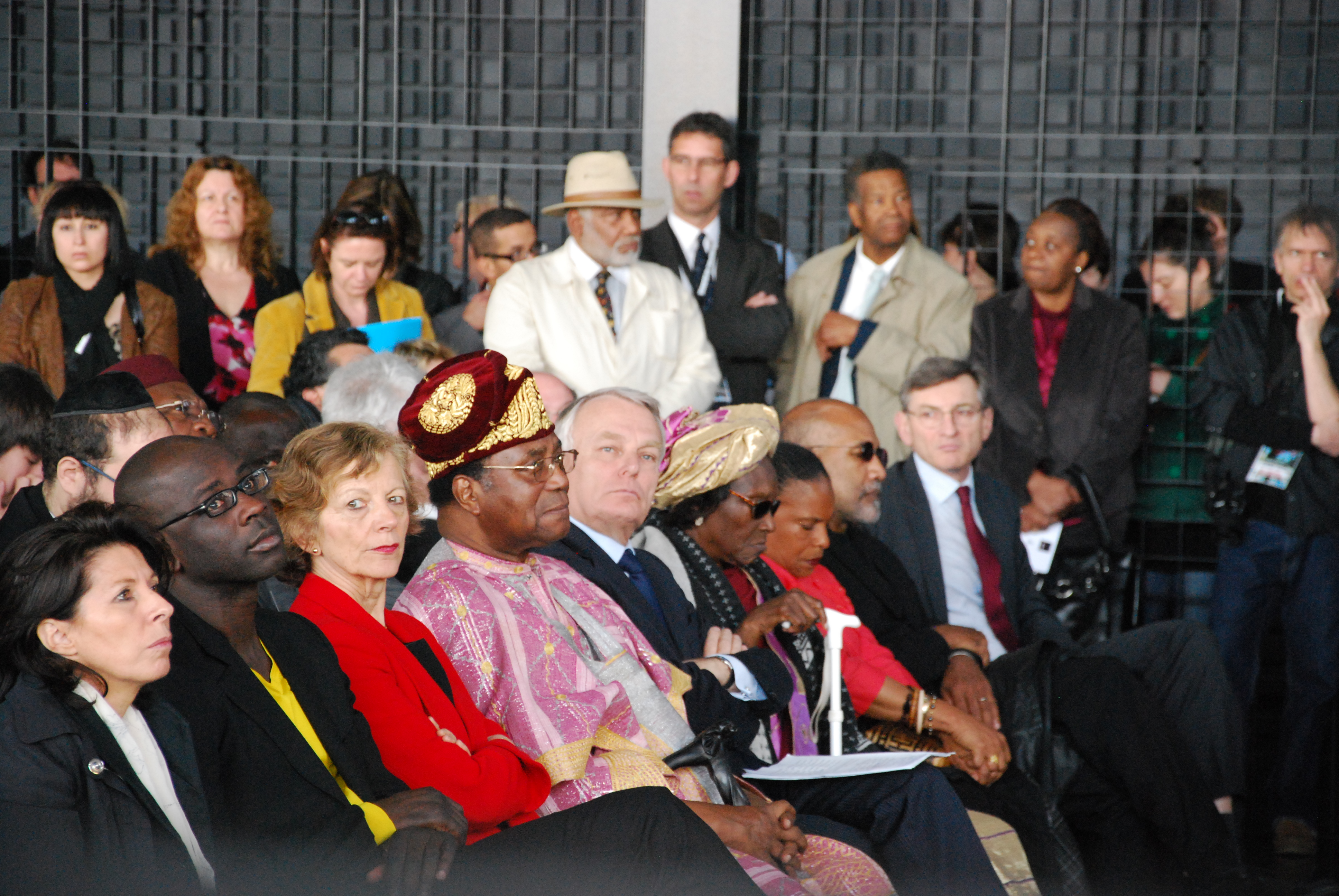
Lilian Thuram lors de l'inauguration du Mémorial de l'abolition de l'esclavage, en mars 2012.

En avril 2011, il rencontre des jeunes réfugiés du camp de Qalandia en Cisjordanie. En mars 2012, il participe à l'inauguration du Mémorial de l'abolition de l'esclavage de Nantes, aux côtés entre autres, de Jean-Marc Ayrault, maire de Nantes et initiateur du projet, de l'ancien président du Bénin, Nicéphore Soglo, et de la députée de la Guyane, Christiane Taubira.
À la suite des attentats du 13 novembre 2015 en France, il participe à l'élaboration du mouvement #neoresistance, lutte contre l'obscurantisme par l'humanisme, lancé par le philosophe Vincent Cespedes ; se référant à Nelson Mandela, Lilian Thuram affirme : « Être néorésistant, c'est se dire qu'un autre monde est possible ! »
Il fait partie de trente-deux personnalités apportant leur soutien à Emmanuel Macron au second tour de l'élection présidentielle de 2017.

#### L'affaire des squatteurs de Cachan
Le 6 septembre 2006, Lilian Thuram invite, en finançant lui-même l'achat de places, des personnes « sans papiers » et des Français expulsées d'un squat de Cachan (Val-de-Marne) pour le match France-Italie au Stade de France. Le 17 août 2006, des étrangers en situation irrégulière d'Afrique noire ont été expulsés d'un squat appartenant au Crous de Créteil. Le bâtiment était alors désaffecté en vue d'une prochaine démolition afin de reconstruire un « parc de stationnement boisé ». Le maire PS de Cachan, Jean-Yves Le Bouillonnec, a souhaité les reloger dans le gymnase d'une école, empêchant ainsi leur expulsion. Le dossier s'est compliqué lorsque des étrangers en situation irrégulière sans rapport avec le squat sont venus s'installer dans le gymnase. La préfecture a annoncé qu'elle limiterait ses offres de relogement à 102 familles soit environ 220 personnes, mais la mairie a recensé 516 occupants dans le gymnase. Le maire PS se trouve donc dans l'embarras puisque ce gymnase dépend d'une école.
L'affaire est devenue polémique puisque le transport de ces personnes est financé par le conseil général dont la majorité est membre du parti communiste du département du Val-de-Marne qui a proposé de fournir des bus.
Sur RTL, Philippe de Villiers, président du Mouvement pour la France et candidat déclaré à l'élection présidentielle de 2007, s'est dit « choqué » de voir « des milliardaires donner des leçons ». « Les footballeurs sont faits pour jouer au football. Je pense que Thuram et Vieira peuvent aller plus loin et loger chez eux les étrangers en situation irrégulière de Cachan, les nourrir, leur fournir le gîte et le couvert. » Un proche du ministre de l'intérieur Nicolas Sarkozy, le député UMP Yves Jégo, a jugé aussi sur RTL que Lilian Thuram, « grand sportif, se [révélait] être un piètre individu sur le terrain de la politique ». Quant à SOS Racisme, l'association estime dans un communiqué que « les inviter au Stade de France, ce n'est pas récompenser ceux qui fraudent (...), c'est donner un moment de répit à des personnes victimes d'injustices créées par les politiques. »
Marie-George Buffet secrétaire nationale du Parti communiste français a déclaré dans un communiqué le 6 septembre 2006: « Les propos tenus par des hommes politiques de droite et d'extrême droite sont particulièrement choquants. Ils font la démonstration, une nouvelle fois, de l'inhumanité et de la violence qui les caractérisent. » Elle soutient l'initiative de Thuram et Vieira et appelle les élus et citoyens à se mobiliser.
Le sélectionneur de l'équipe de France, Raymond Domenech, a clairement soutenu l'initiative en déclarant à la presse : « Il ne s'agissait pas d'invitations, mais de billets achetés par les joueurs eux-mêmes. Ils les ont payés et ils les ont offerts à qui ils veulent.[...] Jusqu'à preuve du contraire, et je les soutiens [...], ils ont le droit d'avoir des idées. Ne leur reprochez pas cela alors que, jusqu'à présent, [on disait que] ce ne sont que des footballeurs qui ne savent pas penser, qui sont bêtes comme leurs pieds. Ils ont des idées et ils n'ont demandé à personne de faire de la publicité sur ce qu'ils ont fait. »

#### Affaire des quotas
Le site Mediapart diffuse en avril 2011 le verbatim complet d'une réunion de travail de la DTN avec notamment Erick Mombaerts, François Blaquart et de nombreux membres de la DTN et accuse Laurent Blanc, sur la base de l'écoute du verbatim complet, de s'être déclaré favorable à l'instauration de quotas limitant les binationaux dans les centres de formations et équipes de France jeunes lors de cette réunion tenue au sein de la FFF en novembre 2010. Lilian Thuram prend position et considère qu'il s'agit d'un scandale révélant des préjugés sur les couleurs de peau.
Christophe Dugarry, ancien coéquipier de Thuram en équipe de France, lui répond que « lors de la finale de la Coupe du monde, on est dans les vestiaires. On a la coupe, on est en train de faire des photos entre nous [...] Et là j'entends Lilian Thuram, et je ne suis pas le seul, Frank Leboeuf aussi, dire « Allez les blacks on fait une photo tous ensemble. » Sur le coup, ça ne me heurte pas parce que je n'ai pas l'esprit mal placé et je sais très bien qui est profondément Lilian Thuram, c'est-à-dire tout sauf un fasciste ou un raciste. Et il y a Frank Leboeuf qui relève et lui dit « Lilian qu'est ce que tu dis là ? Imagine si nous, on avait dit allez les blancs on fait une photo tous ensemble. Comment tu aurais réagi ? »,. »
Cette réaction étonne Lilian Thuram qui précise qu'il n'utilise jamais le mot « black », qu'il n'a pas souvenir d'avoir jamais souhaité une telle photo avec seulement des joueurs de couleur noire[réf. nécessaire].

### Polémiques
Le 4 septembre 2019, après des cris de singe lancés contre l'attaquant noir Romelu Lukaku dans une rencontre du championnat d'Italie, Lilian Thuram déclare dans une interview accordée au Corriere dello Sport : 

« Il faut prendre conscience que le monde du foot n'est pas raciste, mais qu'il y a du racisme dans la culture italienne, française, européenne et, plus généralement, dans la culture blanche... nécessaire d'avoir le courage de dire que les Blancs pensent être supérieurs et qu'ils croient l'être. C'est quelque chose qui dure malheureusement depuis des siècles. »(« La mentalità nel nostro mondo del calcio è sbagliata? Quando si parla del razzismo bisogna avere la consapevolezza che non è razzista il mondo del calcio, ma che c’è razzismo nella cultura italiana, francese, europea e più in generale nella cultura bianca. I bianchi hanno deciso che sono superiori ai neri e che con loro possono fare di tutto. E’ una cosa che va avanti da secoli purtroppo. E cambiare una cultura non è facile) ». »

Ces propos suscitent des réactions indignées de la part de personnalités classées à droite, mais également de la LICRA ou du Printemps Républicain qui, pour certains, voient dans cette « essentialisation des blancs » une dérive raciste de l'antiracisme et pour d'autres une « formulation maladroite ». Il s'explique peu après en disant que la phrase en question a été sortie de son contexte.
En octobre 2020, il publie La pensée blanche, dans lequel il défend l’idée selon laquelle « le racisme n’est pas tant une affaire d’individus déviants que l’expression d’une idéologie structurelle, la « pensée blanche », façonnée pour assurer la domination d’un système économique et politique spécifique, le capitalisme occidental ». Les blancs sont donc « racistes sans le savoir ». Il explique notamment approuver le « déboulonnage » de la statue de Victor Schœlcher ». Le livre suscite des discussions. Pascal Boniface le juge « instructif et stimulant » mais exprime certaines réserves, notamment sur certaines considérations de politique internationale. Séverine Kodjo-Grandvaux dans Le Monde considère qu'il est « fort documenté et extrêmement didactique ». En revanche Mélanie Déchalotte dans Charlie Hebdo estime qu'il est « truffé de contradictions et d’amalgames » et qu'il « essentialise sans vergogne les « Blancs »». Mathieu Bock-Côté déclare que le livre de Lilian Thuram participe, avec d'autres, à un « combat antiraciste (qui) prend explicitement la forme d'une croisade antiblanche, à laquelle les Blancs eux-mêmes peuvent et doivent se rallier ».